# 千葉ロッテマリーンズ
千葉ロッテマリーンズ（ちばロッテマリーンズ　英語: Chiba Lotte Marines）は、日本のプロ野球球団。パシフィック・リーグに所属している。株式会社千葉ロッテマリーンズは、千葉ロッテマリーンズの球団運営会社である。
千葉県を保護地域とし、同県千葉市美浜区にあるZOZOマリンスタジアムを専用球場（本拠地）としている。二軍（イースタン・リーグ所属）の本拠地は埼玉県さいたま市南区にあるロッテ浦和球場である。
1950年のリーグ分裂時に毎日新聞社を親会社とする毎日オリオンズとして発足したのち、大映ユニオンズを合併して毎日大映オリオンズ（大毎）となり、以後は親会社の変更などによりオリオンズの呼称は継続しつつもチーム名が東京→ロッテと変遷し、本拠地も東京都→仙台市→川崎市と変遷したが、1992年より千葉市を本拠地とし球団名も千葉ロッテマリーンズとなり現在に至る。なお、本記事ではこれらの前身球団時代についても述べる。

## 球団の歴史

### 球団創立
1949年9月、毎日新聞社を親会社とする毎日球団が設立され、毎日オリオンズ（まいにちオリオンズ）が結成された。毎日新聞社はもともと、昭和初期にセミプロ野球チーム『大阪毎日野球団』を組織していた。戦後、正力松太郎からの勧誘を契機に球団結成の気運が高まり、戦前の大阪毎日野球団を基礎に自ら主催する都市対抗野球の有力選手をスカウトして球団を結成した。9月21日、日本野球連盟に加盟を申請する。
リーグ拡大の機運にも乗って加盟を申請したが、毎日新聞のライバル会社であった読売新聞社（読売ジャイアンツの親会社）・中部日本新聞社（中日ドラゴンズの親会社）が強く反発。交渉は平行線を辿り、毎日オリオンズと電鉄系を中心とした毎日オリオンズ加盟賛成派の阪急ブレーブス・南海ホークス・東急フライヤーズ・大映スターズ・西鉄クリッパース・近鉄パールスの7球団からなる太平洋野球連盟（パシフィック・リーグ）と毎日オリオンズ加盟反対派の大阪タイガース・読売ジャイアンツ・中日ドラゴンズ・松竹ロビンス・大洋ホエールズ・広島カープ・西日本パイレーツ・国鉄スワローズの8球団からなるセントラル野球連盟（セントラル・リーグ）が結成される「2リーグ分立騒動」に発展した。
この騒動の中、大阪タイガースの主力選手であった若林忠志・別当薫・土井垣武・本堂保次・呉昌征が毎日に移籍した。加盟賛成を表明しながらリーグ分立直前に態度を翻した大阪に対し、毎日が意趣返しに大量の選手引き抜きを行ったといわれた。

### 毎日オリオンズ時代
1950年
パ・リーグ公式戦開始より参入。本拠地は後楽園球場。毎日新聞東京本社運動部長で、戦前は明治大学のエースから前述の大毎野球団の一員となった湯浅禎夫を総監督、前大阪監督の若林忠志を監督（選手兼任）とする二頭制をとり（実質的には湯浅が監督権限を掌握し、記録上の監督も湯浅である）、大阪からの移籍組に、大洋漁業（後の大洋ホエールズ）から獲得した河内卓司・戸倉勝城を加えて「ミサイル打線」を形成、投手では前年の都市対抗野球を制した星野組のエース荒巻淳や、大洋から獲得した野村武史が活躍。10月25日、対東急戦に勝利し、リーグ優勝をし、日本シリーズでは松竹ロビンスを4勝2敗で下し、日本一になった。打者では別当薫が本塁打王、打点王の二冠王を獲得し最優秀選手となり、投手では荒巻淳が最多勝、最優秀防御率の二冠王で新人王となっている。
毎日はこの年から一度も年間勝率1位によるリーグ優勝をした上で出場した日本シリーズで日本一になっておらず、1958年からチーム名を毎日大映（大毎）オリオンズに変更するため、毎日オリオンズとしてのリーグ優勝・日本シリーズ・日本一はこの年が最初で最後となった。
1951年
首位南海と22.5ゲーム差のリーグ3位に終わる。
1952年
7月16日、福岡・平和台野球場での対西鉄ライオンズ戦で、雨天と日没を悪用し、故意に試合をノーゲームにする毎日側の策略に観客が激怒し、暴動が発生（平和台事件）。7月27日、責任を取り総監督の湯浅、監督の若林が2人とも更迭され、別当薫が監督代行を勤める。この年は南海と争うものの、首位南海と1ゲーム差の2位に終わる。シーズン終了後に若林、湯浅がそれぞれ復帰。
1953年
首位南海と14.5ゲーム差の5位。西宮球場での対阪急戦がNHKによるプロ野球初のテレビ中継となる。
1954年
3位。オフに別当が選手兼任で監督就任。
1955年
山内和弘が打率リーグ2位の.325と打点王、中川隆が最優秀防御率を挙げ、新人の榎本喜八が新人王を獲得。チームは首位南海と14ゲーム差の3位に終わる。
1956年
首位西鉄と13.5ゲーム差の4位。
1957年
シーズン成績は3位。

### 毎日大映（大毎）オリオンズ時代・東京球場移転後
1957年11月28日、成績が低迷していた大映ユニオンズ（大映野球）と対等合併し、毎日大映オリオンズ（まいにちだいえいオリオンズ）に改称。略称は大毎オリオンズ（だいまいオリオンズ）。新会社毎日大映球団が設立。球団組織と法人格は毎日側を存続させ、形式的には毎日新聞社と大映の共同経営としたが、実質的な経営は大映側が掌握し、同社社長の永田雅一がオーナーに就任する「逆さ合併」だった。
1961年以降、チームは7年連続Bクラスと低迷。原因として、主砲の山内一弘や、葛城隆雄といった主力選手をトレードで放出し、田宮謙次郎が引退するなど、それまでのミサイル打線を解体して守りの野球を作ろうとしたが、本拠地がそれまでの後楽園球場より狭い東京球場に移った事で、方針としては逆行しているという指摘が多くあったとされ、1964年から1967年にかけてはチーム本塁打より被本塁打の方が多いという状況で、1968年にジョージ・アルトマン、アルト・ロペスなどを獲得してようやくこの数字を逆転し、チームも1960年以来8年ぶりのAクラス、3位入りしている。
1962年5月31日より本拠地は永田が私財を投じて荒川区南千住に建設した東京球場に移転。
1958年
葛城隆雄が打率リーグ3位・打点王となるがチームは4位。この時期、パ・リーグでは西日本に本拠を置く南海と西鉄がリーグの覇権を握り、関東の球団で集客を期待されたオリオンズが優勝できないことがリーグの不人気の原因であるとする指摘が複数なされるほどだった。オフにはこの年セ・リーグの首位打者となった田宮謙次郎がA級10年選手の権利で阪神より移籍する。
1959年
優勝した南海と6ゲーム差の2位。山内が本塁打王、葛城が打点王となる。
1960年
西本幸雄が監督に就任。新監督のもと榎本喜八、山内和弘、田宮謙次郎らを擁す破壊力抜群の「ミサイル打線」で1950年以来10年ぶり2回目のリーグ優勝。結果的に2位の南海と4ゲーム差の僅差だった。前身を含め、球団生え抜き監督によるリーグ優勝は球団史上初。しかし、大洋ホエールズとの日本シリーズでは4連敗で敗れ、前身を含め、球団史上初の日本シリーズ敗退となった。その時のバント戦法が永田オーナーの逆鱗に触れ、西本は1年で解任される。
この年で毎日新聞社は球団から役員を全員引き上げ、経営から事実上撤退。永田が球団経営を掌握することになる。パシフィック・リーグ誕生時には、毎日新聞は「リーグの広報」役を期待されていた。毎日の撤退は戦略が潰えたことを意味した。毎日新聞社史『毎日新聞百年史』（1972年）ではオリオンズの記述が著しく少ないと指摘がある。
毎日大映（大毎）は1964年からチーム名を東京オリオンズ、1969年からチーム名をロッテオリオンズに変更するため、毎日大映（大毎）オリオンズとしてのリーグ優勝・日本シリーズはこの年が最初で最後となった。
1961年 - 1963年
3年連続Bクラス（1961年・4位 → 1962年・阪急と同率の4位→1963年・5位）。
1962年限りで監督の宇野光雄が解任。

### 東京オリオンズ時代
1964年より球団名を東京オリオンズ（とうきょうオリオンズ）に改称。現在で言うところの地域密着策ではなく、東京都を保護地域とする他球団が「東京」を名乗っていないことに永田が目を付け「東京を本拠地とする球団の中でも、“東京”を名乗る我がオリオンズこそが、東京を代表するチームである」と発案したのがきっかけだった。チーム名に「東京」を冠した球団は当時歴代通算4球団目。この他、ヤクルトが2006年から東京ヤクルトスワローズに変更している。この改称は毎日新聞社側への根回しがないまま行われたため、毎日側が不快感を示した挙句、毎日新聞社の資本も1965年1月に引き上げ、主催試合の後援事業も1966年度シーズンで打ち切っている。球団は完全に永田が掌握したが、会社名は「毎日大映球団」を維持した。しかし、この5年間で一度もリーグ優勝・日本一はなかった。
1964年 - 1968年
4年連続Bクラス（1964年・4位→1965年・5位→1966年・4位→1967年・5位）。

### ロッテ時代

#### 東京時代（ロッテオリオンズ時代）
1969年1月18日、永田は友人である岸信介の斡旋により、ロッテをスポンサーに迎えて業務提携を結び、球団名をロッテオリオンズに改称。ただ、正式な球団買収ではないので、球団の経営は従来通り毎日大映球団（＝永田側）が行い、ロッテは球団名の冠スポンサー（現在に置き換えれば、命名権の制度に近い）を取得する形として留まった。このため、ロッテ本社からの人材の派遣は行われなかった。

##### 濃人監督時代
1969年
首位阪急と5.5ゲーム差の3位。
1970年
1960年以来10年ぶり3回目のリーグ優勝。東京球場での優勝決定時には観客が次々とグラウンドになだれ込み、そのまま真っ先に永田を胴上げした。しかし、初の同一都道府県内のみでの開催となった日本シリーズ（東京シリーズ）は巨人に1勝4敗で敗れ、日本シリーズ敗退となった。
ロッテはこの年を最後に一度も年間勝率1位によるリーグ優勝をした上で日本シリーズ出場をしておらず、1974年からフランチャイズを宮城県に暫定移転、1978年からフランチャイズを神奈川県に移転するため、東京時代としてのリーグ優勝・日本シリーズはこの年が最後となった。

#### ロッテ譲渡後
1967年に巨額の負債が表面化して以来続いていた大映の経営状態はいよいよ逼迫し、大映は1971年1月25日をもって球団経営から撤退。永田もオーナーを辞任する。永田から直々に社長の重光武雄に球団経営の肩代わりを要請されたロッテは岸の秘書で副オーナー・個人株主として球団に参加していた中村長芳と共に正式に球団を買収して親会社となり、会社名も球団名と同じロッテオリオンズになった。以来半世紀以上、ロッテは球団を保有し続けているが、これは20世紀に創設したパ・リーグ現存5球団では最長である。重光は当時野球にさほど興味を持っていなかったため、オーナー職は中村に委ねた一方、これまでの球団経営の労苦に配慮し、オーナーを退いた永田を取締役として残した。

##### 濃人 → 大沢監督時代
1971年
7月13日、西宮での対阪急戦で江藤慎一のハーフスイングの判定をめぐり濃人渉監督が猛抗議、放棄試合を宣告される。10日後、その責任を取る形で濃人が監督を解任され、二軍監督に降格、後任に大沢啓二二軍監督が就任。この年は優勝した阪急と3.5ゲーム差の2位。39本塁打したアルトマンなど、チーム193本塁打は1963年の南海が記録した183本を抜いて（当時の）日本プロ野球記録となった。

##### 大沢監督時代
1972年
前年と一転、Bクラスの5位に転落。オフに中村がオーナーを辞任し、後任に重光が新オーナーに就任。東京球場は永田と共通の友人である児玉誉士夫の斡旋で国際興業社主の小佐野賢治が経営を引き継いだが、小佐野は経営不振を理由に単独企業での球場経営の継続は困難であると判断。球団と球場は一体であることが望ましいと考え、ロッテに対し、球場の買い取りを要求したが、ロッテ側は費用対効果の面で難色を示し、賃借継続を要請して交渉は平行線を辿る。結局、オフに監督に就任した金田正一が「あそこは両翼の膨らみが無くて本塁打が入りやすい。投手泣かせの球場を買い取る必要はない」と猛烈に反対したことなどから、交渉は決裂。東京球場は閉鎖されたため、本拠地球場を失った。観客動員は31万人で東京球場は閑古鳥が鳴いていた。金田が監督に就任したのは同じ在日韓国人の重光に「ワシをロッテオリオンズの監督にして下さい。必ず客を呼んで見せます。一流の球団にしてみせます。カネやんのいうこと信用して下さい。」と頭を下げた事がきっかけにになっている。国民的英雄の在日同胞が頼んできたのに感銘した重光は金田と男の約束を交わし、監督に起用したばかりか破格の権限を与えた。金田の年俸は2400万円で巨人・川上哲治に次ぐ金額で新人監督として異例の好条件であった。金田の監督就任は前年オフに大沢と交わしていた5年契約を破棄してのもので、球団は大沢に違約金を支払う事態になった。金田の方針で小山が鬼頭洋・安田泰一との交換で大洋にトレードされるが、小山は中村との「シーズンオフに特別表彰を行い、功労金を出す」の約束を理由に難色を示し、球団が功労金を支払う事で、決着を見た。

#### 仙台時代（ロッテオリオンズ時代）
1973年から宮城球場（現在は東北楽天ゴールデンイーグルスの本拠地）を中心に（1974年からフランチャイズを宮城県に暫定移転）、首都圏では後楽園球場、明治神宮野球場、川崎球場を転々としつつ主催試合を行った。特定の本拠地を持たない状況は1977年までに続き、この5年間は「ジプシー球団」などと揶揄された（歴代本拠地参照）。日拓ホームフライヤーズから合併を持ちかけられるも、これを拒否、このため日拓ホームフライヤーズは日本ハムに売却されることになった（現在の北海道日本ハムファイターズ）。また、1971年からオーナーを務めた中村が西鉄→太平洋クラブ→クラウンライターライオンズの経営に参画・福岡野球株式会社を設立するため、プロ野球協約の一個人・団体（企業）による複数球団保有を禁じる規定に従い、中村前オーナーが保有していた株式はロッテへ譲渡された。

##### 第1次金田監督時代
1973年
この年からパ・リーグは前後期制度を導入。成績は前後期共に2位で総合では3位に終わった。観客動員は対前年比3倍増94万6500人（当時の球団記録）。その効果はパ・リーグにも波及し、総観客動員数が前年の253万9800人から406万200人に激増し、理由は全て金田人気によるものだったわけではないにせよ金田の果たした役割が大きかった。オフに日本ハムとのトレードで野村収を放出し、金田の弟金田留広を獲得。
1974年
金田監督の下で有藤通世、山崎裕之、弘田澄男、投手では金田留広、木樽正明、村田兆治、成田文男らが活躍して後期優勝。プレーオフでは前期優勝の阪急ブレーブスを3連勝で下し、1970年以来4年ぶり4回目のリーグ優勝。中日との日本シリーズではアルトマンを負傷で欠き、有藤もケガを押しての出場と戦力的には不利だったが、4勝2敗で1950年以来24年ぶりの日本一になった。この時の日本シリーズの主催3試合は施設上の問題から宮城球場ではなく、後楽園球場で行われた。この年と1977年のパシフィック・リーグのプレーオフは宮城球場で開催されたが、1977年の日本シリーズにロッテが進出していた場合も、ロッテ主催試合は後楽園球場で行われることになっていた。日本一を決定した後の凱旋パレードも東京・銀座から新宿にかけて行われたのみで、仙台では行われず、これらの行為は仙台市民や一部のスポーツ新聞から「地元無視」と批判されたこともあった。
ロッテはこの年を最後に一度も年間勝率1位になっておらず、1992年からチーム名を千葉ロッテマリーンズに変更およびフランチャイズを千葉県に移転するため、ロッテオリオンズとしての日本一はこの年が最初で最後、リーグ優勝・日本シリーズおよび仙台時代としてのリーグ優勝・日本シリーズ・日本一はこの年が最後となり、それと同時にこの年から2005年にかけて31年間、リーグ優勝・日本シリーズ・日本一から遠ざかることになる。
1975年
前年の優勝から一転して前期最下位。後期は2位に浮上するも、総合4位に終わる。
1976年
前後期ともに3位で総合でも3位に終わる。
1977年
前期は5位に終わるも、後期は優勝。プレーオフでは前期優勝の阪急と対戦。最終戦までもつれ込んだが、3勝2敗で敗退。総合3位に終わる。

#### 川崎時代（ロッテオリオンズ時代）
神奈川県横浜市で横浜スタジアムの建設が始まったのに伴い、すでに横浜への移転が内定していた大洋と共に本拠地として使えるよう折衝を行ったものの、横浜使用については折衝に失敗。その後、神奈川県川崎市から誘致を受け、1977年10月4日、翌年から本拠地を川崎球場、フランチャイズを神奈川県に移転することが承認された。しかし、この14年間で一度もリーグ優勝・日本一はなかった。
1978年
移転1年目は総合4位に終わる。金田の監督生活後半はワンマン気質がたたって選手との間に溝ができ、終盤に金田の解任が一部マスコミに報道され、金田はその後辞任し、非常勤の球団取締役となった。前年オフに将来的な監督候補と見込んで獲得していた野村克也に選手兼任監督として後任を打診するも、金田の後任は荷が重いと固辞し、そのまま退団。

##### 山内監督時代
1979年
山内一弘が監督に就任。就任1年目は4位に終わった。監督の山内がルーキーの落合博満を積極的に指導するも、落合に山内の打撃理論は習得出来なかった。
1980年
山内の下、レロン・リー、レオン・リーのリー兄弟、投手陣では仁科時成、水谷則博、倉持明が活躍し、前期優勝したが、プレーオフで後期優勝の近鉄に3連敗で敗退した。
1981年
村田が11連勝し、19勝で最多勝利のタイトルを獲得、落合はレギュラーに定着し、首位打者のタイトルも獲得。エース村田の活躍もあり2年連続前期優勝。プレーオフで後期優勝の日本ハムと対戦、前評判は圧倒的有利だったが、1勝3敗1分で2年連続プレーオフ敗退。10月19日に山内が1年の契約期間を残して退団、ロッテ本社はフロントを急がせ「10人の候補者リスト」を作り、片っ端から交渉を開始したが、野村克也、土橋正幸、豊田泰光と次々に断られ、有藤の監督兼任案も出たが、重光武雄オーナーが「あと3年、プレーヤーで専任させよう」とストップをかけ、鶴岡一人に相談し、次期監督に山本一義を推薦し、山本が監督に就任した。金田の再任も候補に挙がっていたが、見送られた。

##### 山本一義監督時代
1982年
落合博満が日本プロ野球史上4人目（5度目）の打者三冠王となる。順位は5位に終わる。
1983年
投手陣強化を図るためレオンを放出してまでスティーブ・シャーリーを獲得するものの、村田が故障で1年間公式戦に登板できずに打線も弱体して球団史上初の最下位となり、山本は同年限りで解任。

##### 稲尾監督時代
1984年
張本勲に監督要請するも断られ、重光オーナーに監督候補を出してほしいと言われた張本は土橋正幸と稲尾和久を推薦、土橋はヤクルト投手コーチ就任が決まっており稲尾が監督に就任した。稲尾は「埼玉県所沢市に移転したライオンズに替わり、ロッテを数年以内に福岡県に移転させる」という条件で監督要請を受諾したが、（結果的に）福岡への移転は実現しなかった。石川賢が最高勝率。
1985年
落合、西村徳文、レロン・リー、新人の横田真之が打率3割を記録してチーム打率1位になり、投手陣は肘の手術から復帰した村田が開幕11連勝を記録し17勝5敗の成績を挙げ、仁科、新外国人の荘勝雄も2桁勝利を挙げるものの、前年最高勝率の石川、石川と同じく15勝を挙げた深沢恵雄がそろって不振に陥るなど全体的には軒並み不振だった。落合が2度目の三冠王を達成。この年はセ・リーグでもランディ・バース（阪神）が打者三冠王となり、セ・パ両リーグ同時に打者三冠王が出た。マスコミからは広岡率いる西武の管理野球に対し、稲尾の「無手勝流野球」と賞賛され、前年から2年連続で勝率2位を確保したものの、リーグ優勝をした西武から15ゲームも離された。
1986年
落合は3度目、前年に続き2年連続で三冠王を達成。バースも前年に続き三冠王となり2年連続でセ・パ両リーグ同時に打者三冠王が出た。西村がこの年から4年連続で盗塁王。リーは打率331、横田は2年連続3割、後半良く打った野手転向3年目の愛甲猛とバラエティに富んだ打線は前年に引き続きリーグ1位のチーム打率、投手陣は仁科時成は3年連続2桁勝利、6月から抑えに転向した荘勝雄は18セーブを達成したものの、村田が8勝で終わり、チーム防御率5位に終わった。球団の福岡移転を熱望していたが、実現しなかったことにより、稲尾が監督退任。落合博満が11月4日に「稲尾さんのいないロッテに自分はいる必要がない。来年はどこと契約しているのかわからない。」と述べ、11月7日に「配慮に欠いた」と球団に謝罪し、契約については「それは別の話」と述べた。落合は牛島和彦・上川誠二・平沼定晴・桑田茂の4選手との1対4の交換トレードで中日に移籍した。落合の著書によると有藤が「監督を引き受ける条件の一つに私（落合）をトレードで出すのが条件」と記している。

##### 有藤監督時代
1987年
有藤道世が監督就任。女性向けのフリーペーパー「URE・P（ウレピー）」を発行、URE・Pはロッテリアなどで入手でき、本拠地を千葉に移転するまで5年間発行され、これにより女性客も増えて観客動員数は10万人ほど増えたという。この年は落合が抜け、レロン・リーが不振で、4番は若手の古川慎一や高沢秀昭らが務めたが力不足は顕著で、打線は決定的に迫力に欠け、トレードで獲得した牛島が最優秀救援投手に輝くも、首位の西武と20ゲーム差の5位に終わる。有藤と不仲だったレロン・リーが冷遇され、不調に陥り、解雇された。
1988年
この年は最下位だったが、10月19日の近鉄とのダブルヘッダーがパ・リーグの優勝のかかった大一番となり注目を浴びた（詳細は10.19参照）。この日の川崎球場に観客がかつて無い程大量に押し寄せたため、同時にトイレなどの設備の老朽化が激しく露呈し、3年後の大幅改修のきっかけとなる。打線の強化を図り、MLB通算2008安打、首位打者4度の実績を誇ったビル・マドロックは、.263　19本塁打と期待を裏切りこの年限りで解雇。高沢秀昭が首位打者・小川博が奪三振王、牛島は2年連続セーブ王に輝く。小川、村田兆治、荘勝雄、園川一美の4人が二桁勝利を挙げた。
1989年
二軍の本拠地が東京都青梅市の青梅球場から埼玉県浦和市（現：さいたま市南区）のロッテ浦和球場に移転。
村田兆治が5月13日の山形県野球場での対日本ハム戦に勝利し通算200勝を達成。防御率1位に輝く。西村は外野手転向、新加入のマイク・ディアズは.301、39本塁打、105打点の成績を残し、愛甲も3割をマーク。
順位は球団史上初の2年連続最下位に終わり、有藤が監督を退任。後任には金田正一が2度目の監督就任。主力の高沢、水上善雄と広島・高橋慶彦、白武佳久ら3選手とのトレードが成立。
上記の2年連続リーグ最下位により、ロッテは「昭和最後と、平成最初のパ・リーグ最下位球団」となった。

##### 第2次金田監督時代
1990年
ディアズを一時捕手で起用するなど復帰した金田監督のパフォーマンスや退場劇が注目されたがチーム成績は5位。2年目の初芝清が三塁に定着、西村が首位打者になる。10月13日に川崎球場で行われた引退試合を最後に村田兆治、袴田英利が現役を引退した。高橋慶は成績が振るわずに阪神へ移籍。8球団競合でドラフト1位指名の小池秀郎が入団拒否。
1991年
首位の西武と33.5ゲーム差の最下位。内外野全面への人工芝敷設、スコアボードの電光化など、川崎球場の改修工事を実施。「テレビじゃ見れない川崎劇場」をうたい文句にファン拡大作戦を実施した（同年の新語・流行語大賞表現部門で「川崎劇場」が金賞に選ばれた）。8月9日の対日本ハムファイターズ戦（川崎球場）で、谷保恵美が初めて一軍試合のアナウンスを担当。観客動員は102万1千人で、球団史上初めて100万人を突破、当時の既存12球団では最後の達成となった。
シーズン中に広島から高沢が復帰、平井光親が首位打者を獲得し、堀幸一は二塁に定着して20本塁打を放つ。オフに金田が監督を解任された。後任に球団OBの八木沢荘六が就任。奇しくも1978年に八木沢に引退勧告を行ったことがきっかけで監督を解任された金田が再び八木沢に追い出された形となった。監督の八木沢によると、西武コーチだった1991年の夏にオーナー代行の重光昭夫同席の下、「監督をやってくれ」と言われたという。

#### 千葉時代（千葉ロッテマリーンズ時代）
1991年9月4日、翌年から本拠地を千葉マリンスタジアム、フランチャイズを千葉県に移転することがオーナー会議によって承認された。
本拠地およびフランチャイズ移転による新しいチーム名は当初は地名をつけた「千葉ロッテオリオンズ」となる予定だった。しかし、11月1日に一転して一般公募により、変更することになり、11月21日、新しいチーム名は「千葉ロッテマリーンズ（英語で海兵隊）に決定した。監督の八木沢は「ドルフィンズ」を推していた。
本拠地およびフランチャイズ移転やチーム名変更により、ユニフォーム・球団旗・ペットマーク・マスコットを一新。また、同年のドラフト会議前には地元・千葉市出身である石井一久（東京学館浦安高校）を1位指名するよう千葉市側から要望を受け、いったんはこれを快諾したものの、最終的にはヤクルトと相思相愛とされていた石井ではなく、単独指名が決定的な吉田篤史（ヤマハ）の1位指名を決めたと報じられており、その要因としては当時、即戦力の補強が必要とされていたことに加え、前年の「小池騒動」の影響もあったと報じられている。

##### 八木沢監督時代
1992年
3月3日に千葉マリンスタジアムで初の練習を行い、新本拠地での活動を開始した。本来開幕権はオリックス・ブルーウェーブが持っていたが、オリックスから開幕権を譲渡され、新生ロッテは本拠地で開幕を迎えた。4月は首位で終えたが、その後は失速、ディアズは不振で途中退団し、千葉移転初年度は前年に続き、最下位となった。それでも移転景気に恵まれ、観客動員が130万人を記録するなど順調な滑り出しを思わせた。新人の河本育之は19セーブで抑えに定着。
1993年
この年もメル・ホールや地元出身の宇野勝を獲得し、補強を行ったが、チームの地力は上がらず、5位に終わると、移転景気も潰え、観客動員も93万人に激減。千葉県民の目も徐々に冷ややかになっていった。こうして、川崎時代から続く「12球団最低レベルの観客動員数」という大きな問題点には千葉移転後も苛まれることとなる。オフに当時パ・リーグ会長だった原野和夫はロッテのチーム力の低下と観客動員数の低迷を強く懸念。重光オーナー代行に対し「もっと努力してほしい」と注意を行った。
1994年
首位から15．5ゲーム差の5位に沈んでいた8月1日、八木沢は球団幹部から春日部近くの喫茶店で休養を勧められ了承、そのまま退団した、その後は、中西太が代理監督を務め、やや持ち直すも5位に終わる。八木沢は監督時代を「投手は伊良部の他に牛島和彦、小宮山悟、園川一美、前田幸長、吉田篤史、河本育之らがいて他チームに引けを取らなかったが、打線が点を取れなかった。」 と述べている。オーナーの重光武雄が中西に監督就任要請をするも中西は断り退団。伊良部秀輝は自己最多の15勝挙げて最多勝、最多奪三振を獲得。

##### 第1次バレンタイン監督時代
1995年
日本球界初のGM（ゼネラルマネージャー）として広岡達朗が就任すると、広岡はメジャーリーグでの監督経験のあるボビー・バレンタイン監督を招聘。バレンタインの提案で、川崎から移転後3年間採用していたピンク色を主体としたユニフォームを、ピンストライプのデザインに開幕からリニューアル。2年間の在籍で中軸として結果を残していたメル・ホールを性格の荒さや素行の悪さを原因に解雇。代わりにフリオ・フランコ、ピート・インカビリアを獲得。序盤は出遅れるが、2年目ながら1番打者に起用された諸積兼司、リーグ打率2位の堀、打点王を獲得した初芝清、外国人ながら本人のプレイだけではなくチームの精神的支柱も担ったフリオ・フランコ、伊良部秀輝、小宮山悟、新外国人のエリック・ヒルマンの先発三本柱、河本育之、成本年秀のダブルストッパー等投打のかみ合った1年となり、結果的に貯金10の2位で1985年以来10年ぶりのAクラス入りを果たす。翌年の優勝を期待するムードが大きく高まったが、バレンタインが広岡との確執から解任される。フランコも広岡との確執で解雇。

##### 江尻監督時代
1996年
バレンタインの後任にはコーチとして入閣していた江尻亮が昇格したものの、大学で広岡の後輩だったとのことで、「広岡の傀儡政権」と陰口を叩かれる。投手陣は伊良部が最優秀防御率を獲得し、ヒルマンが防御率2位、成本が最優秀救援投手を獲得、河本も前年同様の働きを見せ、2年目の黒木知宏が奮闘したが、開幕投手を務めた園川が0勝7敗、小宮山も大きく負け越し防御率も前年より2点以上悪化するなどそれ以外が計算出来なかった。野手陣も外国人が活躍出来ず、初芝もマークが厳しくなって勝負強さを発揮できず、堀が孤軍奮闘するが焼け石に水でチームは5位に沈み、広岡は契約を一年残して解任され、江尻もこの年限りで辞任。伊良部が球団と衝突し半ば強引な形で大リーグ・ニューヨーク・ヤンキースに移籍（伊良部メジャーリーグ移籍騒動）。ヒルマンも巨人へ移籍した。

##### 近藤監督時代
1997年
横浜ベイスターズ元監督の近藤昭仁が新監督に就任。これはロッテのフロントが元巨人監督の藤田元司に「立て直し役に最適な人はいないか」と相談し、89年から3年間巨人・藤田監督の下でヘッドコーチを務めていた近藤を藤田がロッテ側に推薦し、監督就任に至ったものだった。横浜ベイスターズ時代のスクイズの多用に代表される采配のまずさによる成績不振、佐々木主浩らと確執を生みチーム内に不和をもたらすなどの不安要素を押しての起用となった。投手陣は伊良部とヒルマンの抜けた穴は大きかったが、前年不振だった小宮山が奮闘し最優秀防御率を獲得、黒木が初の二桁勝利、薮田安彦が初の規定投球回数をクリアするなど奮闘。しかし、ストッパーの成本が大怪我によりシーズン途中でリタイア。野手陣は新人の小坂誠が新人王に輝き、投手から打者に転向した福浦和也が台頭したが、外国人は長打不足で、初芝と堀も不振。前年まで多くのマスクを被っていた定詰雅彦や田村藤夫が相次いで移籍し、ドラフトで大学ナンバーワンと評価された清水将海が開幕戦で先発マスクに抜擢されたがプロの壁は厚く苦戦を強いられた。結局、投打にわたり、駒不足でチームは最下位に終わる。
1998年
近藤監督での2年目を迎え、フリオ・フランコが3年ぶりにチームに復帰するも「投手陣の踏ん張りがなければ上位食い込みは難しい」と言われた。4月は11勝5敗の首位だったが、ストッパーの河本が肩の故障で離脱し、セットアッパーの吉田篤史も不振で離脱するとリリーフ陣が崩壊。日本プロ野球ワースト新記録となる18連敗（途中1引き分けを挟む）を喫した（詳細は後述）。ロッテはこの18連敗の間、シーズン通算23勝43敗1分、勝率.358まで戦績を落として最下位へ転落し、借金は一気に20まで膨れ上がった。全18敗のうち逆転敗戦は9、サヨナラ敗戦は4であった。連敗脱出後はリリーフとして新外国人のブライアン・ウォーレンが加入、河本も戦線復帰でブルペンが強化されチームは復調し、シーズン最終成績は61勝71敗3分、勝率.462。借金10まで盛り返したものの最下位からは脱することができず、結果的にこの18連敗が大きな痛手となった。総得失点差でプラス（チーム打率もリーグトップ.271。チーム防御率リーグ2位3.70）でありながら最下位となった。近藤はシーズン終了後の監督退任会見で「今度監督をやる機会があれば、もっと強いチームでやりたい」と発言し、ロッテを去った。

##### 山本功児監督時代
1999年 - 2003年
1999年には山本功児が二軍監督から一軍監督へ昇格し、投手陣の充実、新人獲得の地元出身者偏重の解消などチームの構造改革に取り組み、前年「七夕の悲劇」となった日に勝利し首位に浮上したがこの試合直後に8連敗し優勝争いからも脱落した。チームはその後も球団の資金難や貧打線、黒木知宏頼みの投手陣を克服できず定位置のBクラスからは抜け出せなかった。黒木が故障離脱した2002年は開幕11連敗と大型連敗を経験した。1999年のオフにそれまでチームを支えていた小宮山がFA権を行使する意向を球団に伝え、自由契約で横浜ベイスターズに移籍した。90年代初期から中期を支えたWストッパーの河本がトレード志願で読売ジャイアンツに移籍、成本も怪我で満足な投球ができず、2000年に戦力外通告を受け、退団した。2001年に福浦和也が首位打者、ミンチーが最優秀防御率を獲得した。2002年オフには2000年限りで横浜ベイスターズを退団したロバート・ローズを獲得するが、翌年の春季キャンプ中に「野球に対する情熱が無くなっているのに気づいた」と残し、開幕を待たずに退団している。2003年は特に秋に好成績を収めており、8月末まで5位に低迷していたのが9月から一気に調子を上げ、日本ハムをかわし、4位に浮上している。特に2003年の9月・10月は22勝8敗1分で勝率.733という好調ぶりだった。山本功児は5年間監督を務めたが、全てBクラスに終わるも、年々勝率を上げ、2002年・2003年は4位、2003年にはシーズン最終成績を68勝69敗3分と、借金1にまでチームを戻したところで退団。成績不振による事実上の解任だった。しかし、山本功児監督時代に福浦和也、サブロー、里崎智也、小林宏之、小林雅英などを起用し、この時期にドラフトで獲得した清水直行、渡辺俊介、今江敏晃、西岡剛らは二軍生活を経て、後のAクラス入り、日本一に大きく貢献している。オフに韓国・サムスン・ライオンズから李承燁を獲得。

##### 第2次バレンタイン監督時代
2004年
バレンタインが「全権監督」として復帰。サンデーユニフォーム（白地に黒のダンダラ模様を入れた上着を着用。パンツは通常のストライプ）を採用。4位で迎えたシーズン最終戦はプレーオフ進出をかけ西武と対戦。3者連続ホームランで逆転し、勝利するも、3位だった日本ハムも勝利したため、0.5ゲーム差で4位が確定。プレーオフ進出を逃したが、シーズン全体では勝率5割を記録した。
2005年
今江敏晃、西岡剛の台頭もあり好スタートを切る。上位から下位までどこからでも点を取る打線は、1998年の横浜ベイスターズの「マシンガン打線」になぞらえて「マリンガン打線」と呼ばれ、4番にサブローを起用する打線が機能する。サブローはまったく新しいタイプの4番打者としてチームに貢献した。3月26日の千葉マリンでの開幕戦では、新球団・東北楽天ゴールデンイーグルスと対戦し、3-1で敗れ、楽天の公式戦初試合初勝利を献上したが、翌日に2リーグ制以降最多得点差となる26-0で楽天に圧勝している。この年から導入されたセ・パ交流戦では24勝11敗で優勝。「セ・パ交流戦初代チャンピオン」となる。8月17日の対西武戦に勝ち、1995年以来10年ぶりの勝ち越しを決めると、同時に1971年以来34年ぶりの貯金30を達成。8月28日の対オリックス・バファローズ戦で勝利したことで、プレーオフ進出と1995年以来10年ぶりのAクラスが確定した。9月19日、1971年以来34年ぶりの80勝を達成し（最終的には84勝）、シーズンを2位で終えた。プレーオフ第1ステージでは西武、第2ステージでは2戦先勝するも、第3戦、第4戦と敗北。第5戦でも2点先制されるが、8回表に里崎智也の劇的な2点タイムリーツーベースで逆転。その後もリードを保ち、福岡ソフトバンクホークスを下し、1974年以来31年ぶりのリーグ優勝を果たした。
10月22日からの日本シリーズでは第1戦（千葉マリンスタジアム）は試合途中から、選手全員が全く前が見えないほどの夥しい濃霧にグラウンド全体が包まれ、7回裏一死時点で試合続行不能になるほど霧が濃くなり、コールドゲームとなる珍事が起きている。その後も阪神を2002年の巨人以来3年ぶり、球団史上初となるストレート4連勝で下し、1974年以来31年ぶり3度目の日本一を達成した。11月10日から東京ドームで行われた第一回アジアシリーズに出場。決勝で韓国の三星ライオンズを5-3で下して勝利し、優勝している。二軍ではファーム日本選手権で阪神を下し、リーグ優勝をしており、この年は一軍・二軍合計で年間6冠を達成している。11月20日に千葉市中心部と幕張地区の2カ所で行われた優勝パレードでは合計27万人を動員し、阪神の来場者数・18万人を上回る盛り上がりを見せた。この年のボビー政権は、変則的に打線が入れ替わる日替わり打線などを駆使していた。その采配がしばしば成功するので、ボビーマジックと言われた。この年、渡辺俊介（15勝）、小林宏之（12勝）、ダン・セラフィニ（11勝）、清水直行（10勝）、久保康友（10勝）、小野晋吾（10勝）が2ケタ勝利を挙げた。久保の新人10勝の記録は毎日時代の1950年の荒巻淳（26勝）・榎原好（16勝）以来球団史上3人目のことだが、荒巻と榎原は左投手なので、右投げの新人投手が2ケタ勝利を挙げたのは球団史上初である。
以上のことから、この年のロッテはペナントレース、ポストシーズン、対外試合全てにおいて、これまでにない躍動ぶりを発揮した。
2006年
小坂誠が巨人へ金銭トレードされ、李承燁が巨人、セラフィニがオリックスへ移籍。交流戦は2年連続での優勝となったが、夏場以降は急失速し、最終的にシーズンを4位で終えている。オフにソフトバンクを退団したフリオ・ズレータを獲得。

#### ロッテホールディングス移行後
2007年
3月24日の開幕戦（千葉マリンの対北海道日本ハムファイターズ戦）が降雨コールドで引き分け。翌日も延長12回で引き分け。投手陣は、中継ぎ陣が藤田宗一の防御率10点台を超える乱調や、小林雅英の度重なる救援失敗により事実上YFKが崩壊したが、38HPで最優秀中継ぎ投手賞を獲得した薮田安彦がシーズン終盤に抑えに回り、2年目の川崎雄介と新人の荻野忠寛が活躍し、強固な中継ぎを維持できた。先発陣はエース清水直行が6勝どまりだったものの、渡辺俊介が不振から脱却、援護が無いものの安定した防御率を残し、小林宏之が自己最多の13勝。そして成瀬善久が16勝1敗、防御率1.817で、最優秀防御率と最優秀投手の2冠を獲得した。この3人が柱となり、前年を上回る成績を残した。一方、野手陣は福浦和也、今江敏晃、フリオ・ズレータの故障による離脱・不振などでシーズン通して安定した攻撃力を維持できず、早川大輔の台頭もあり得点はリーグトップだったが、首位日本ハムとは2ゲーム差の2位に終わった。クライマックスシリーズ1stステージではソフトバンクに2勝1敗で勝利したが、2ndステージでは日本ハムに2勝3敗で敗退した。
2008年
先発投手陣が揃って不調に陥り、開幕直後に捕手の里崎智也、橋本将、田中雅彦が同時期に故障し、前半戦は一時期最下位に沈んだ。後半戦は不調の先発陣をリリーフ陣が支え、打撃陣がチームを牽引し勝率を5割以上としたが、首位西武と4.5ゲーム、3位の日本ハムと0.5ゲーム差の4位に終わった。チーム防御率はリーグワースト。野手陣に故障者が多く、復活を期待されていたズレータの不振や今江の骨折による長期離脱なども重なり、チーム打率は前年より上昇したものの打撃力は安定しなかった。投打がうまくかみ合わず、大量得点しても大量失点してしまうという試合が多かった。12月21日、球団はバレンタインと5年目以後の監督契約は結ばず、当時の契約最終年であった4年目の2009年シーズン限りとする旨を発表。オフに井口資仁を獲得。
2009年
ロッテが東京オリオンズのスポンサーとなって40周年を記念したマークを導入。5月21日、淑徳大学とパートナーシップ包括協定を締結。バレンタインとの契約を同年限りとする前年12月の球団声明を受けて、長らく球団の応援活動を牽引したファングループのMVPおよび外野応援団のメンバーを中心に、バレンタインの残留を求め、球団フロント関係者を糾弾する活動がシーズン開幕前後から繰り広げられ、終盤戦では行き過ぎた言動を咎めた西岡剛への中傷・応援ボイコットにまで発展。グラウンド内外での騒動の影響もあって、チームは低調な成績に終わり、2年連続Bクラスと5位でシーズンを終えた。バレンタインは球団方針通りシーズン終了を以て監督を退任し、一連のトラブルを招いたMVP・外野応援団は解散に追い込まれた。バレンタインの後任にはヘッド兼外野守備走塁コーチの西村徳文が監督に昇格した。オフに韓国・ハンファ・イーグルスからFA宣言した金泰均を獲得。

##### 西村監督時代
2010年
序盤はルーキー荻野貴司や金泰均らの活躍で快調なスタートを切ったものの、荻野貴と唐川侑己の長期離脱など相次ぐ主力の故障や夏場の金泰均の打撃不振などが続き、交流戦以降は徐々に調子を落としたが、上位5チームによるAクラス争いの中で終盤まで首位戦線に食い込み、首位ソフトバンクと2位西武からは2.5ゲーム差、4位の日本ハムと0.5ゲーム差の3位でシーズンを終えた。
クライマックスシリーズではファーストステージで西武に2連勝し、ファイナルステージでソフトバンクに王手をかけられながらその後3連勝で4勝3敗で連破し、2005年以来5年ぶりの日本シリーズ出場を決めた。年間勝率3位から日本シリーズに出場したのは前後期制時代の1973年・南海ホークス以来37年ぶりとなったが、年間勝率1位未満でリーグ優勝をせずに日本シリーズに出場したのはロッテがパ・リーグ初である。
日本シリーズではセ・リーグ優勝の中日を4勝2敗1分で下し、2005年以来5年ぶり4度目の日本一を達成した。年間勝率1位未満でリーグ優勝をせずに出場した日本シリーズでの日本一はロッテがパ・リーグ初である。前身を含め、球団生え抜き監督による日本一は球団史上初。
11月13日、日韓クラブチャンピオンシップではSKワイバーンズを3-0で降して日韓王者に輝いた。12月27日、本拠地の千葉マリンスタジアムがテレビショッピング専門チャンネル・QVCジャパンによる命名権導入に伴い、名称を「QVCマリンフィールド」に改めることを発表した。オフに小林宏之が阪神、西岡がミネソタ・ツインズにFA移籍。堀幸一が現役続行を目指して退団するも、他球団からのオファーはなく、現役を引退した。
2011年
3月11日に発生した東日本大震災ではQVCマリンフィールドに目立った外傷はなかったが、周辺が液状化現象を起こすなどあり、この年のQVCでのオープン戦はすべて中止となっている。開幕が当初予定の3月25日から4月12日に延期となったことから、開幕戦はQVCでの楽天戦となり、4対6で敗れ、開幕戦は6年連続敗戦となった。5月18日の対中日戦（QVC）の敗戦で勝率5割として以降は借金生活となり、6月8日の対阪神戦（QVC）の敗戦で最下位に転落。交流戦は8勝14敗2分の10位。6月29日にはサブローが工藤隆人プラス金銭で巨人にトレードされる。前半戦は借金1の3位で折り返す。しかし、後半戦に入ると、連敗するなど低迷し、9月7日の対西武戦（西武ドーム）に勝利し、球団通算4000勝を達成するが、終盤戦に入っても、低迷は続き、9月29日に2002年以来9年ぶりの11連敗を記録し、9月30日の対日本ハム戦（QVC）に勝利し、連敗を止めるも、3位のオリックスが楽天に勝利し、10月9日の対楽天戦（Kスタ宮城）に敗れたため、Bクラスと最下位が確定した。前年日本一のチームが最下位になるのは日本プロ野球3度目、パ・リーグでは初めてである。最終的には54勝79敗11分と首位ソフトバンクとは33.5ゲーム差、3位西武とは13ゲーム差、5位楽天にも10ゲーム差をつけられ、得点は432と球団史上最低記録、チーム本塁打は46本と球団史上最少。ちなみに、チーム本塁打数が50本以下だったのは1959年の近鉄以来であり、2桁本塁打の選手がいなかったのは球団史上初である。さらに、この年の本塁打王の中村剛也（西武）の48本を下回ったが、1チームの本塁打数が個人の本塁打数を下回るのは1959年の近鉄が記録して以来のことであった。金泰均が打撃不振や怪我もありシーズン途中9月に帰国、退団している。12月23日、この年6月に巨人へ移籍したサブローがFA権行使により半年で復帰。
2012年
開幕戦から1952年以来の60年ぶりの4連勝をするなど、序盤から首位争いをし、5月11日に対ソフトバンク戦(QVC)に6対4で勝利し、首位浮上。交流戦は12勝7敗5分で3位。前半戦を42年ぶりの首位で折り返した。しかし、後半戦は7月31日の対日本ハム戦（QVC）に3対5に敗れ、2か月半ぶりに首位陥落し、8月31日からは途中球団ワースト記録となる6試合連続1得点以下もあり、9連敗するなど、順位を落とし、ソフトバンク、楽天とクライマックスシリーズ進出を争うが、10月3日の対オリックス戦（京セラドーム）に1対2で敗れ、2年連続Bクラスが確定し、最終的には62勝67敗と首位日本ハムとは10ゲーム差、3位ソフトバンクにも3.5ゲーム差をつけられ、5位に終わった。角中勝也が首位打者を獲得、独立リーグ出身の打者としては初めてとなった。二軍はイースタンリーグ優勝、ファーム日本選手権でもソフトバンクを3対1で下し、2010年以来2年ぶり3度目の日本一になっている。益田直也が中継ぎとしてリーグ2位、新人最多記録の72試合に登板し、新人記録となる41ホールド、43ホールドポイントを挙げ最優秀新人賞を獲得。10月8日、西村が監督退任、10月15日にはヘッドコーチの高橋慶彦ら8コーチも退団。10月18日、監督に伊東勤が就任。

##### 伊東監督時代
2013年
5月9日に2006年以来7年ぶりの8連勝で首位に立ち、交流戦を13勝10敗1分の5位で終える。7月3日2位の楽天に敗れ、首位に並ばれると、6日に4連敗で2位に転落、前半戦を2位で折り返す。7月26日に当時13連勝中だった田中将大相手に9回表終了時点でリードを奪うも、その裏に守護神益田直也が逆転サヨナラ負けを喫し、田中の連勝記録は継続することとなった。9月26日の対日本ハム戦（札幌ドーム）に5対6で敗れ、楽天が対西武戦（西武ドーム）に4対3で勝利したことで、楽天の優勝が決まり、優勝を逃すが、10月4日にソフトバンクが対日本ハム戦（札幌ドーム）に4対5で敗れたため、この日試合のなかったロッテの2010年以来3年ぶりのクライマックスシリーズ出場が決定した。10月8日の西武ドームでの勝った方が2位確定となる試合で西武に敗れ、3位が確定した。クライマックスシリーズファーストステージ（西武ドーム）は西武に2勝1敗で勝利したが、ファイナルステージ（Kスタ宮城）は楽天に1勝4敗で敗退した。オフに西武からFA宣言した涌井秀章を獲得。
2014年
1月1日付けで球団社長に前みずほ銀行執行役員の山室晋也が就任した。
開幕から5連敗を喫し、チームは5月のルイス・クルーズから始まり、6月の荻野、7月のクレイグ・ブラゼルと主力選手の怪我による離脱、成瀬・涌井・唐川といった主力の投手の不調などが響き、思うように順位を延ばすことができず、下位に低迷した。シーズン途中にキューバ出身でリーガ・メヒカーナ・デ・ベイスボルの大砲・アルフレド・デスパイネを獲得。9月25日の日本ハム戦（QVC）に敗れ、Bクラスが確定。最終結果は4位に終わった。里崎智也が現役を引退、エース成瀬がヤクルトにFA移籍。DeNAを自由契約となった陳冠宇を獲得。
2015年
開幕当初はAクラスの2位・3位に立つこともあったが、4月中盤から徐々に低迷した。交流戦では一時首位に立つも、最終結果は10勝8敗の5位に終わった。7月13日のオリックス戦に敗れて6連敗となり、自力優勝の可能性が消滅。その後、連敗を7で止めるも前半戦を4位で終えた。7月9日にデスパイネが母国・キューバの大会に出場するため離日するのを球団が発表、7月30日に独立リーグ所属で元オリックスのベク・チャスンを獲得した。後半戦から終盤戦にかけては西武との激しい3位争いを繰り広げ、特に終盤はCS進出をかけて争うこととなり、10月2日の対日本ハム戦（札幌ドーム）に勝利したことにより、西武に代わって3位に浮上し、4日の対日本ハム戦（QVC）に5-3で勝利し、3位が確定し、2013年以来2年ぶりのクライマックスシリーズ進出が決定した。
クライマックスシリーズではファーストステージで2位日本ハムと対戦し、2勝1敗でファイナルステージ進出を決めた。ファイナルステージで首位ソフトバンクと対戦し、3度目の組み合わせで過去2回はいずれもロッテが勝利しており、しかもそれが5年周期なことから、「下克上」・「ゴールデンイヤー」と銘打ったものの、3連敗（アドバンテージ分を除く）で敗退した。オフに今江がFAで楽天、クルーズが巨人に移籍。ソフトバンクを退団したジェイソン・スタンリッジを獲得。
2016年
2月21日、新外国人のヤマイコ・ナバーロが銃弾を隠し持っていたとして逮捕され、4月まで出場停止の処分を受けた。
開幕当初は首位に立つこともあったが、5月に入りソフトバンクに首位を奪われると、以降はソフトバンクの後塵を拝する状況が続いた。しかし、その後は3位をキープし続け、9月24日に3位が確定し、クライマックスシリーズ進出と1985年以来31年ぶりの2年連続Aクラスが決定した。クライマックスシリーズでは2位のソフトバンクと対戦するも、2戦全敗で敗退した。角中が首位打者と最多安打を獲得、石川歩が2.16で最優秀防御率を初受賞した。サブローが現役を引退、デスパイネも金銭面の関係で退団となり、ソフトバンクへの移籍が決まった。
2017年
オープン戦を首位で終えたが、シーズンに入ると、打撃陣は新外国人のジミー・パラデスとマット・ダフィーの不振などで4月のチーム打率1割台、投手陣も前年に最優秀防御率のタイトルを獲得したエースの石川の大乱調などで、4月のチーム防御率5点台と投打にわたって深刻な不振に陥り、チームは低迷した。5月3日の日本ハム戦に敗れ、最下位に転落すると、5月16日の西武戦にも敗れて6連敗を喫し、通算37試合目にして自力優勝の可能性が早くも消滅した。5月から6月にかけてWBCキューバ代表のロエル・サントス、ソフトバンク・オリックス・楽天でプレーしたウィリー・モー・ペーニャを相次いで獲得。秋口になると、チームも復調し、9月は12勝10敗でシーズン初の月間勝ち越しを達成するが、 シーズン終了まで1度も最下位を脱出することができず、10月3日の試合で5位の日本ハムがオリックスに勝ったため、2011年以来6年ぶりの最下位が確定した。10月10日のシーズン最終戦にも敗れ、球団史上ワーストとなるシーズン87敗目を喫しシーズンを終え、チーム打率・得点・本塁打・防御率もリーグ最下位に終わった。伊東監督は辞任し、井口が現役を引退した。オフに大量10選手が戦力外になったことに加え、外国人選手5人の退団も決まった。コーチ陣も刷新し、10月11日に一軍野手総合兼打撃コーチの山下徳人ら7コーチに対して翌年のコーチ契約を行わないことを通告した。10月12日に現役を引退した井口がロッテの監督に就任することが正式に決定し、球団の公式ホームページで発表された。井口のダイエー時代のチームメイトだった鳥越裕介がヘッド兼内野守備走塁コーチ、的場直樹が戦略コーチ兼バッテリーコーチ補佐に就任した。

##### 井口監督時代
2018年
2月23日、重光昭夫代表取締役オーナー代行が同月13日、韓国で贈賄の罪で収監されたことを受け、代表権およびオーナー代行職を解かれ、同日付でロッテホールディングス取締役の河合克美が代表取締役オーナー代行に就任した。
ルーキーの藤岡裕大、新外国人のマイク・ボルシンガー、4年目の中村奨吾、5年目の井上晴哉が活躍した。5月10日にヘッド兼内野守備走塁コーチの鳥越裕介がヘッドコーチ専任となり、二軍内野守備走塁コーチの小坂誠が内野守備走塁コーチ、二軍打撃コーチ兼育成担当の堀幸一が二軍内野守備走塁コーチに配置転換され、小坂内野守備走塁コーチのベンチ入りの影響で打撃コーチ兼内野手の肩書だった福浦和也がコーチ登録を抹消され、内野手に専念することとなった。7月から8月上旬にかけてソフトバンク・オリックスとの3位争いとなったが、8月7日に4位に転落してからは本拠地での極端な成績不振（8-10月で2勝22敗）となり、9月22日の西武戦（本拠地）で福浦が通算2000本安打を達成しても、チームは逆転負けするなど、9月5日を最後に本拠地で勝つことができず、シーズン最終戦でパ・リーグ新記録となる本拠地14連敗を喫した。9月27日の楽天戦に敗れ、2年連続Bクラス、10月5日の楽天戦に勝利し、5位が確定したが、球団史上初めてパ・リーグ5球団を相手に負け越しが決まった。
チーム盗塁数は西武に次いで2番目に多い124個を記録するも、チーム総得点は最下位の楽天に次いで少ない534点、チーム本塁打数に至ってはパ・リーグで最下位の78本にとどまり、盗塁が必ずしも得点に結びつくことが出来なかったことに加えて、チーム防御率も西武に次いで2番目に悪い4.04を記録した。前年同様、投打にわたり、課題を残すシーズンとなった。
大隣憲司、金澤岳、根元俊一、岡田幸文が現役を引退した。オフに平沢大河、酒居知史、種市篤暉の3選手がオーストラリアン・ベースボールリーグに所属するオークランド・トゥアタラに派遣されることが決まった。
11月6日、ケニス・バルガスの獲得を発表した。その他にも元楽天の細川亨、元日本ハムのブランドン・レアード、北米選手の中では最年長でメジャーリーグにデビューした元横浜・DeNAのブランドン・マン、メジャーリーグ出場経験のあるジョシュ・レイビンを獲得。広島東洋カープからFA宣言した丸佳浩の獲得にも乗り出したが、読売ジャイアンツとの争奪戦に敗れ、獲得には至らなかった。長年の課題であった長打力不足を解消するため、ZOZOマリンスタジアムにホームランラグーンを新設した。このホームランラグーンはいわゆるラッキーゾーンにより、外野フェンスが最大で4メートル前にせり出すこととなり、本塁打の増加が期待された。
2019年
開幕戦では楽天を相手に中村、加藤、レアードの3本の本塁打、藤原恭大のプロ初ヒットなどもあり勝利。この試合では酒居が1球勝利投手を記録している。4月11日には一時最下位へ転落したが、そこから息を吹き返し、5月中盤には2位にまで順位を上げた。7月4日、阪神タイガースから石崎剛を高野圭佑とのトレードで獲得。7月14日、レオネス・マーティンの獲得を発表、途中入団ながら14本塁打を放つなど結果を残した。7月30日の対オリックス・バファローズ13回戦（ZOZOマリンスタジアム）の5回終了（試合成立）時点で、谷保恵美は公式戦通算1800試合アナウンス担当を達成した。9月23日にZOZOマリンスタジアムで行われた引退試合を最後に福浦和也が現役を引退した。9月24日の西武戦に敗れ、目の前で優勝を決められた上、楽天に僅差で躱され、4位が確定。2位ソフトバンクには17勝8敗と大きく勝ち越したが、首位西武には8勝16敗1分、最下位オリックスには9勝15敗1分と負け越した。荻野貴司がベストナイン、ゴールデングラブ賞を初受賞した。前述のホームランラグーン新設により、チーム本塁打は前年の78本から158本へと大幅に増加した。
プエルトリコで行われるウインターリーグに岡大海、山本大貴、安田尚憲の3選手を、台湾で行われるウィンターリーグに鎌田光津希、原嵩、松田進の三選手を派遣。
ドラフト会議では「令和の怪物」と評された佐々木朗希を4球団競合の末、獲得に成功した。
オフに補強にも積極的に動き、荻野貴司、益田直也がFA権を行使せずに残留、鈴木大地が楽天にFA移籍したが、その楽天から美馬学、ソフトバンクから福田秀平をFAで獲得。一度のオフにFA選手を2人獲得するのは、球団初のことである。楽天からFAの人的補償として小野郁を獲得した一方、涌井秀章が金銭トレード、酒居もFAの人的補償でともに楽天に移籍した。その他、自由契約となった西巻賢二とフランク・ハーマン、元広島のジェイ・ジャクソン、育成選手として元ドミニカ共和国空軍のホセ・アコスタ、元富山GRNサンダーバーズのホセ・フローレスを獲得。阿部和成、伊志嶺翔大が戦力外通告を受け、2人ともその後現役を引退した。
山室晋也球団社長が12月1日付で退任し、オーナー代行の河合克美が球団社長を兼任する人事が執行された。
現役を引退した福浦和也が二軍ヘッド兼打撃コーチ、戦力外通告を受け、その後現役を引退した阿部和成が二軍サブマネージャー、同じく戦力外通告を受け、その後現役を引退した伊志嶺翔大が走塁コーチ兼打撃コーチ補佐兼外野守備コーチ補佐に就任。
2020年
1月1日、球団設立70周年を機にユニフォーム左袖のプライマリーマークを更新。二重丸を赤から黒に変更し、ベージュの影色が入っていたカモメの大半を白一色とした。
1月19日、1971年の球団買収以来オーナーを務めた重光武雄が韓国のソウル特別市で老衰のため享年98で他界する。
3月10日、当時は予定通り3月20日に開幕する予定であり、三木亮と平沢大河がコンディション不良であったことから、前年まで阪神タイガースに在籍していた鳥谷敬を獲得。
3月24日、球団の株主総会と取締役会において1月に死去した重光の次男で、3月18日に親会社ロッテホールディングスの会長職に選任されたばかりの昭夫が球団の代表取締役会長オーナーに就任することを正式に承認した。昭夫は前述の通り、2018年2月に自身の不祥事でオーナー代行職から一旦退任していたため、2年ぶりにフロントへの復帰となった。
6月28日、対オリックス戦において6連勝。新型コロナウイルスの影響による変則日程で、2020年の開幕直後は同一カード6連戦が組まれていたが同一カード6連勝はプロ野球史上初となった が、8回を任されたジャクソンが7月9日に突如退団し、10日に大麻所持の容疑で逮捕された。開幕から新戦力の福田秀平を怪我で欠く中、シーズン中盤にも故障者が続発しレアードや種市篤暉、松永昂大、ハーマンなどが相次いで離脱した。その中で9月7日に読売ジャイアンツから香月一也とのトレードで獲得した澤村拓一 がシーズン終盤にブルペンを支えた。一方、9月21日にマイアミ・マーリンズを解雇された陳偉殷を獲得。厳しいチーム事情の中でも首位ソフトバンクとの直接対決では大きく勝ち越しており、9月末の段階で首位のソフトバンクに迫る勢いで優勝争いを演じていた。ところが、10月4日に岩下大輝とチームスタッフ一人が新型コロナウイルスに感染していたことを発表、それを受けて一軍の監督やコーチ、選手、スタッフ全員に対して行われたPCR検査の結果、ベテランの鳥谷のほかにも、荻野貴司、角中勝也、清田育宏、菅野剛士、藤岡裕大、三木亮の7人も新型コロナウイルスの陽性判定を受けたことを同月6日に発表した。岩下の濃厚接触者も含めこれら全員が一軍登録を抹消される緊急事態となり、21日の西武戦で主砲のマーティンが左足首を捻挫して負傷離脱した。それでも、10月8日には首位のソフトバンクに対してゲーム差0に迫ったが、ソフトバンクが11日から22日まで破竹の12連勝と波に乗った一方で失速し、一気に離されてしまった。22日にはロッテの自力優勝が消滅し、27日のソフトバンク戦（PayPayドーム）にも敗れ、ソフトバンクの優勝決定。前年に引き続き目の前で優勝を決められた。ソフトバンクに対しては10月9日までは11勝5敗1分だったが10日から11月4日まで6連敗し、最終戦の5日に勝ち、対ソフトバンク戦は12勝11敗1分だった。11月に入ると西武との2位争いとなり、一時的に3位に転落するが11月8日に西武との直接対決を制し、2007年以来13年ぶりに2位が確定し、クライマックスシリーズ出場が決定した。しかし、2016年以来4年ぶりの出場となったクライマックスシリーズではエラーをきっかけに流れを掴まれ、ソフトバンクの前に2連敗を喫してしまい、ソフトバンクがアドバンテージの1勝を含めて3勝としたために敗退した。
12月、庄司こなつの退団後も残っていたイベントMCのまさなり・ゆき・みもも（現・坂井美萌々）が揃って退団した。一方、2日に陳偉殷が自由契約となった（阪神に移籍）。24日にアデイニー・エチェバリアを獲得。
2021年

1月15日、清田が前年の札幌遠征において球団ルールに反する不適切な行動を行い、これに関する虚偽報告を行っていたことなどが判明したため清田を無期限謹慎（無期限活動停止）とし、松本尚樹球団本部長に厳重注意したことを発表した。清田は5月1日に無期限謹慎処分が解除となったが解除後、再び球団ルールに反する行動を行っていたことが判明したため、「度重なる不適切な行動及びチームに対する背信行為」を理由として5月23日付けで清田との契約を解除した。清田はこれを不服として法廷闘争に出、2023年2月に自身のInstagramにて、球団と和解したことを発表。
3月7日の対ライオンズ戦にて2005年から16年間スタジアムDJを務めていた野田美弘が卒業し、後任にはYUI（ゆい）がスタジアムMCとして担当することになった。
開幕5連敗でスタートダッシュには失敗したものの、それ以降は持ち直した。しかし、交流戦では苦戦して負け越しとなり、6月14日から16日にかけてDeNAから有吉優樹とのトレードで国吉佑樹、中日から加藤翔平とのトレードで加藤匠馬、元中日のエンニー・ロメロを獲得。8月31日には千葉移転後の主催試合で通算1000勝を達成した。9月5日の日本ハム戦に勝利し、オリックスが敗れたため、シーズン初の首位に立ち、8日の対オリックス18回戦（ほっともっとフィールド神戸）で7回裏にマーティンがオリックスの吉田凌から3ランホームランを放ち、球団通算8000本塁打を達成した。10月14日に首位オリックスとの直接対決に勝利して残り試合数の関係上、2位でありながら優勝した1970年以来51年ぶりとなるマジックナンバーが点灯したが、27日のビジターでの対楽天戦（仙台）に1-2で敗れた。
クライマックスシリーズファーストステージではZOZOマリンスタジアムで3位の楽天と対戦。第1戦では8回裏2死からエチェバリアが松井裕樹から同点のソロ本塁打を放ち、9回裏には1死2塁から佐藤都志也が楽天のセットアッパー・宋家豪からサヨナラ適時打を放って試合を決めると、2015年のファイナルステージ第1戦から続いたポストシーズンでの連敗を7で止めた。続く第2戦は2回表に炭谷銀仁朗、山崎剛に2点適時打を打たれ先制されたが、その裏に無死1,3塁から岡の併殺打の間に1点を返すと、4回裏に1死1塁から山口の適時打で同点とする。更に6回裏には山口のソロ本塁打で勝ち越した。直後の7回表、炭谷にソロ本塁打、島内宏明に適時打を打たれ逆転されるがその裏、主砲のマーティンが酒居知史からソロ本塁打を放って同点とし、その後は両者無得点で同点のまま9回表が終了した。この時点で前日に勝利したため、ファイナルステージ進出を決めた。大会ルールにより、9回裏の攻撃を行わず、試合は引き分けとなった。
そして迎えたオリックスとのファイナルステージでは第1戦でエースの山本由伸、第2戦で田嶋大樹とオリックスのリリーフ陣の前に完封負けを喫した。後のない第3戦では3回表に中村奨の犠飛で先制した。ところが6回裏、先発の岩下が宗佑磨に逆転の2点本塁打を打たれたものの、7回表、二死二塁で佐藤都の適時打で同点。8回表に一死から中村奨がソロ本塁打を放って勝ち越しに成功したが、9回裏にクローザーの益田が無死1,2塁のピンチを迎えると、続く小田裕也にも同点のタイムリーを打たれた。この時点ですでに3勝しているオリックスの1996年以来25年ぶりの日本シリーズ出場が決定したため、2年連続でファイナルステージ敗退となった。オフに新外国人としてタイロン・ゲレーロを獲得した。
2022年
4月10日の対オリックス戦で佐々木朗希が21世紀および令和初の完全試合を達成した。また、13連続奪三振で日本記録をマークし、19回奪三振で日本記録タイに並んだ。通算14試合目の登板（史上最速）、20歳5か月（NPB史上最年少記録）、プロ初完投・初完封だった試合が完全試合（史上初）など、様々な記録が残った。だが、前年に打線の主軸を担ったレアードとマーティンの両外国人が打撃不振に陥り、最終的に5位に終わった。また、投手陣が好投しても打線が援護できず敗戦するという試合が目立った。特に小島はチームで唯一規定投球回に到達し、防御率3.14を記録したものの、3勝11敗と大きく負け越した。髙部瑛斗が盗塁王のタイトルを獲得し、美馬が規定投球回未到達ながら10勝を挙げた。シーズン最終戦となる10月2日、ホーム最終戦セレモニーで井口監督が突如退任を発表し、後任としてピッチングコーディネーターの吉井理人が監督に就任。オフに巨人からC.C.メルセデスとグレゴリー・ポランコ、新外国人としてルイス・ペルドモとルイス・カスティーヨを獲得した。

##### 吉井監督時代
2023年
監督の吉井がMLB経験者として選手の状態やデータ重視で「スタメンはすべて日替わり」「勝ちパターンの中継ぎは固定せず」という采配をするようになった。その起用が当たり、序盤は5月時点で首位と好調であったが、交流戦は7勝9敗と振るわなかった。7月24日の対ソフトバンク戦では9回裏2死で前年までロッテに在籍していたオスナから角中が逆転サヨナラ2点本塁打を放ち勝利を飾った。しかし、中盤以降は首位のオリックスに突き放され、楽天との負ければ4位となる最終戦を制して何とか2位に食い込んだ。また、この最終戦では小島和哉が勝ち投手となり、チームとしては種市篤暉と並んでシーズン10勝に到達した。
クライマックスシリーズではZOZOマリンスタジアムで3位ソフトバンクと対戦。2勝1敗でファイナルステージに進出したが、オリックスに1勝4敗（アドバンテージ1勝を含む）で敗れ、日本シリーズ出場はならなかった。
ポランコが球団としては1986年の落合博満以来37年ぶり、千葉移転後では史上初そして自身初となる本塁打王、ルイス・ペルドモが最優秀中継ぎ投手のタイトルを獲得した。オフにポランコとメルセデス以外の助っ人を自由契約し、DeNAからネフタリ・ソト、新外国人としてジミー・コルデロとジュニオール・フェルナンデスとジェームス・ダイクストラを獲得した。
2024年
7月31日、西武戦に開幕16連勝。1965年の中日の産経戦13連勝に並ぶ同一カード開幕最多連勝タイ記録を達成。中日は1引き分けを挟んでおり、開幕から13戦全勝は史上初。8月1日の西武戦にも勝利し、プロ野球新記録となる同一カード開幕14連勝を達成。最終的には8月28日の勝利で16連勝まで記録を更新したが、29日の西武戦に敗れ、開幕に限らない同一カード連勝のパ・リーグ記録である17連勝には届かなかった。9月15日、上記の通り前年から数えて16連勝をした西武に5対1で敗れ、リーグ優勝が完全消滅した。10月1日、楽天戦（楽天モバイルパーク宮城）を5対1と勝利したことで3位が確定し、2年連続クライマックスシリーズ出場が決定した。なお、この楽天戦では佐々木朗希が2022年の完全試合以来の完投勝利を挙げ、自身初の2桁勝利に到達した。最下位西武に21勝4敗、5位オリックスに16勝8敗1分けと大きく勝ち越し、4位楽天に13勝11敗1分と勝ち越したが、優勝したソフトバンクに8勝16敗1分け、2位日本ハムに6勝18敗1分けと負け越した。
クライマックスシリーズではエスコンFで初めて行われた2位日本ハムとのファーストステージで1戦目に勝利し、王手を掛け、2戦目も9回ウラ1アウトまで追い詰めたが、万波中正の同点本塁打により、延長戦になり、10回裏に淺間大基のサヨナラ適時打により、逆王手を掛けられて勢いづかれ、第3戦も2点先制したものの、その直後に清宮幸太郎の同点、7回に水野達稀の勝ち越し打により、2試合連続逆転負けによるファーストステージ敗退となり、ファイナルステージ進出を逃した。
2025年
48試合を戦い17勝31敗の借金14、首位の日本ハムから11.5ゲーム差、5位の楽天から5.5ゲーム差の最下位と低迷、チーム123得点はリーグ最少、チーム防御率3.35はリーグワーストと投打とも苦しい戦いを強いられ、6月2日にチーム体制の強化のため、二軍監督兼統括打撃コーチのサブローがヘッドコーチ、戦略コーチの金子誠がチーフ守備走塁コーチ、一軍・二軍統括打撃コーディネーターの福浦が二軍監督に配置転換された。

## チーム成績・記録

1950年以降の順位の変遷。赤い丸は日本一を示す。

- リーグ優勝 5回[注釈 30]

（1950年、1960年、1970年、1974年、2005年）
- 日本一 4回

（1950年、1974年、2005年、2010年）
- セ・パ交流戦優勝 2回

（2005年、2006年）
- クライマックスシリーズ優勝 1回

（2010年）
- アジアシリーズ優勝 1回

（2005年）
- 日韓クラブチャンピオンシップ[注釈 31]優勝 1回

（2010年）
- 前期優勝 2回

（1980年、1981年）
- 後期優勝 2回

（1974年、1977年）
- Aクラス 32回

（1950年 - 1952年、1954年 - 1957年、1959年 - 1960年、1968年 - 1971年、1973年 - 1974年、1976年 - 1977年、1980年 - 1981年、1984年 - 1985年、1995年、2005年、2007年、2010年、2013年、2015年 - 2016年、2020年 - 2021年、2023年 - 2024年）
- Bクラス 43回

（1953年、1958年、1961年 - 1967年、1972年、1975年、1978年、1979年、1982年、1983年、1986年 - 1994年、1996年 - 2004年、2006年、2008年、2009年、2011年、2012年、2014年、2017年 - 2019年、2022年）
- 最下位 9回

（1983年、1988年、1989年、1991年、1992年、1997年、1998年、2011年、2017年）
- 連続Aクラス入り最長記録 4年（1954年 - 1957年、1968年 - 1971年）
- 連続Bクラス最長記録 9年（1986年 - 1994年、1996年 - 2004年）
- 最多勝利 85勝（1955年）
- 最多敗戦 87敗（2017年）
- 最多引分 19分（2021年）[注釈 32]
- 最高勝率 .704（1950年）
- 最低勝率 .361（1983年）

※1974年はプレーオフを制してリーグ優勝（併せて前・後期通算での年間勝率1位=.580を達成）。
※2005年は年間勝率2位からプレーオフを制してリーグ優勝をした上で出場した日本シリーズで日本一になっている。
※2010年は年間勝率1位未満でリーグ優勝をせずに出場した日本シリーズで日本一になっている。

### その他の記録
- 最小ゲーム差 1.0ゲーム（1952年）
- 最大ゲーム差 39.5ゲーム（1983年）
- 最多本塁打 193本（1971年）
- 最少本塁打 46本（2011年）
- 最高打率 .287（1985年）
- 最低打率 .231（2022年）
- 最高防御率 2.40（1956年）
- 最低防御率 5.12（1983年）
- 最多連勝 18（1960年）※途中1引き分け挟む、引き分けを挟まない記録は14（同年）
- 最多連敗 18（1998年）※途中1引き分け挟む、引き分けを挟まない記録は12（同年）
- 1イニング最多得点 15得点 （2009年6月11日対広島6回裏）※日本プロ野球記録

## チームの特徴
- 1982年まで前身を含め、当時の12球団で唯一、リーグ最下位にならなかった。前後期2シーズン制だった1975年前期と1982年前期は共にリーグ最下位を経験しているが、年間通算でのリーグ最下位は1983年が最初である。
- 球団生え抜きおよび在籍経験選手が監督に昇格する読売ジャイアンツや広島東洋カープなどと比べ、外部出身監督が多いことでも知られている。そのため、球団生え抜き監督は西本幸雄、有藤道世、八木沢荘六、西村徳文の4人で（西本と西村は後、八木沢は前後に他球団の指導者を経験）、現役およびコーチ時代に他球団在籍経験のある球団OBを含めても、戸倉勝城、大沢啓二、山内一弘、山本功児、井口資仁、吉井理人を加えた10人である。反面、コーチは球団OBが多く、山本功児が監督を務めていた時は山本も含めてコーチ全員が球団OBだったこともある。
- 一軍公式戦において、2004年までは全試合が対象・2005年以降はリーグ戦のみが対象で、前身を含め、NPB現存12球団で唯一、一度も全球団に負け越したシーズンが意外にも2017年までなく、2018年に初の屈辱を味わった[注釈 33][101]。
- 過去に日本シリーズを4回優勝しているが、フランチャイズ導入前だった1950年を除き、全てロードの球場（1974年・中日球場、2005年・阪神甲子園球場、2010年・ナゴヤドーム）で日本一の胴上げを成し遂げており、一度も本拠地での日本一の胴上げを成し遂げていない。これは、NPB全球団では他に阪神タイガース（1985年・西武ライオンズ球場、2023年・京セラドーム大阪）のケースしかない。ただし、年間勝率1位によるリーグ優勝の胴上げはある（1970年・東京、1974年・仙台 = プレーオフ優勝。他に年間優勝ではないが、1980年・1981年共に前期優勝を川崎で達成。）。なお、2005年のプレーオフ・第2ステージもチームは年間勝率2位だったため、ビジターゲームになり（福岡Yahoo! JAPANドーム）、1992年に本拠地を千葉マリンスタジアム（現・ZOZOマリンスタジアム）に移転してから一度も年間勝率1位によるリーグ優勝の胴上げを成し遂げていない。これは、2004年に消滅した大阪近鉄バファローズ（最後の年間勝率1位によるリーグ優勝は2001年・大阪ドーム[126]）を含む20世紀に創設したNPB12球団では他に横浜DeNAベイスターズ（1960年[127]・1998年[128]共に阪神甲子園球場）のケースしかない[注釈 34]。
- 2024年シーズン終了時点で年間勝率1位によるリーグ優勝をした上で出場した日本シリーズでの日本一は毎日オリオンズ時代の1950年が唯一であり、NPB全球団で最も遠ざかりかつチーム名が現在の「千葉ロッテマリーンズ」（親会社がロッテホールディングス、本拠地が千葉マリンスタジアム、球団愛称がマリーンズ）になってから年間勝率1位未満でリーグ優勝をせずに出場した日本シリーズで日本一になっている唯一の球団になっている[注釈 35][注釈 36][注釈 37]。
- 2024年シーズン終了時点で最後の年間勝率1位によるリーグ優勝をした上での日本シリーズ出場はロッテオリオンズ時代の1970年であり、近鉄を含むNPB全13球団で最も遠ざかりかつチーム名が現在の「千葉ロッテマリーンズ」（親会社がロッテホールディングス、本拠地が千葉マリンスタジアム、球団愛称がマリーンズ）になってから年間勝率1位未満でリーグ優勝をせずに日本シリーズ出場になっている唯一の球団になっている[注釈 38]。
- 2024年シーズン終了時点で最後の年間勝率1位は1974年であり、同全13球団で最も遠ざかっている。

### 東京・仙台・川崎時代

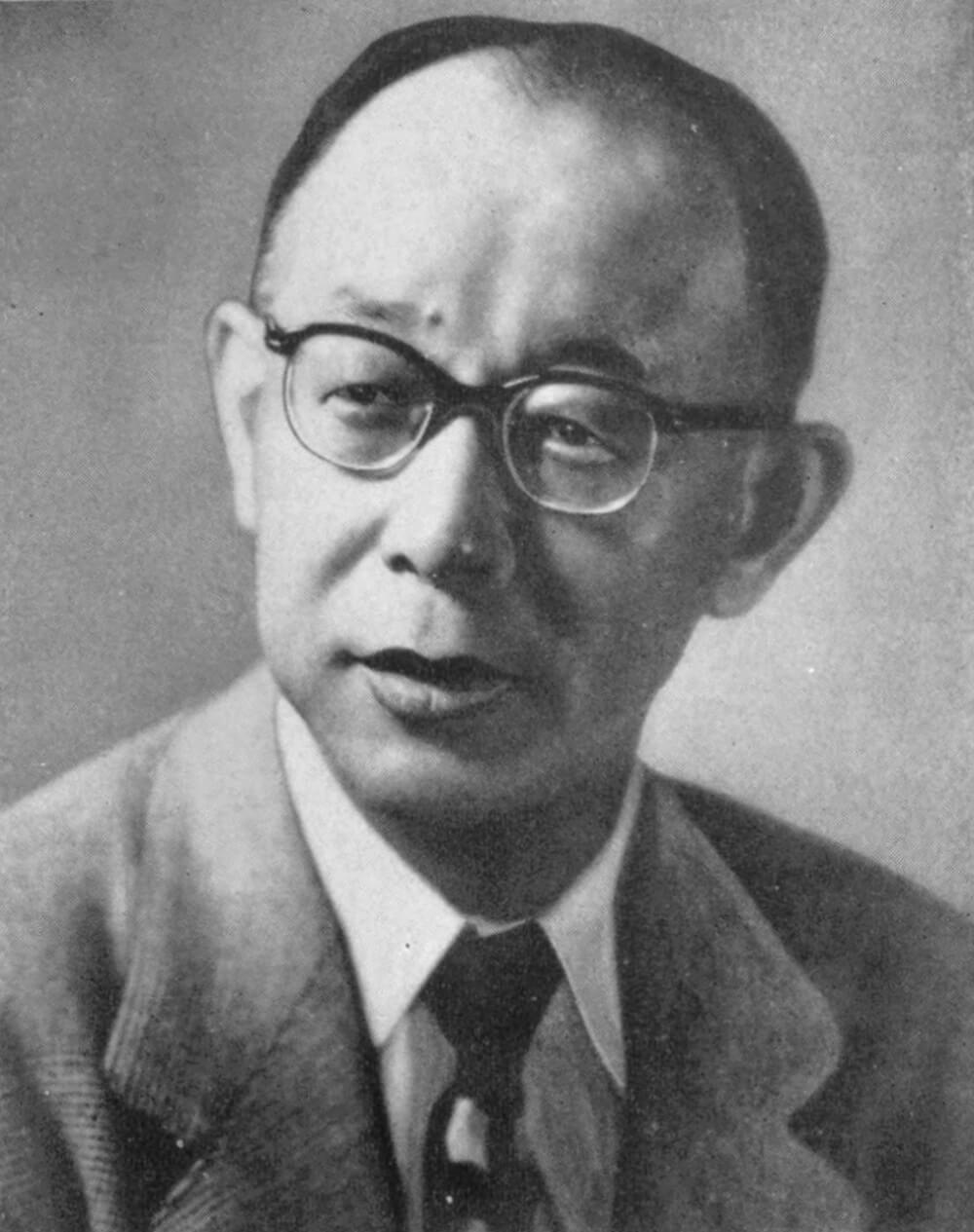
球団創立者・初代オーナーの本田親男（毎日新聞社長）

以前のニックネーム「オリオンズ」は星座のオリオン座が由来。球団創立以来1991年まで使われた。チームの愛称は一般公募され「オリオンズ」は得票数5位だったが、星が当時の親会社・毎日新聞社の社章でもあることから付けられた。
大映ユニオンズと合併した際、毎日側は新球団名として「毎日スター」を提案。これを受けた永田雅一は一応納得はしながらも、「以前、毎日新聞は『大毎』（大阪毎日新聞の略称）と呼ばれ親しまれていた。今でも自分は毎日を大毎と思っている。何故この新球団を『大毎オリオンズ』としないのか」と反論。毎日側も納得し、新チーム名は永田案が通った。しかし、実際には「プロ野球には我が大映が先んじて進出しているのだから、後発の毎日よりも前に大映を示す“大”の文字が入るのが当然である」という永田の思惑によるところが大きかったといわれる。
毎日新聞がオリオンズの経営から手を引いたのちも、喫茶店「茶房オリオンズ」が毎日新聞大阪本社ビルに（ビル建て替えに伴う移転を乗り越えて）存在し、名残をとどめていたが、2014年4月25日限りで閉店した。閉店に際して開かれた「感謝の集い」には千葉ロッテ球団からも集いに対する祝電が寄せられた。

### 千葉時代
1992年から愛称を「オリオンズ」から「マリーンズ」に変更。公募されたものの1位は「ドルフィンズ」だった。しかし中日の略号「D」と被るために、他に使用例のない頭文字「M」の「マリーンズ」が選ばれた。これは本拠地である千葉マリンスタジアムの名称にちなんだものであるが、綱島理友が「マリーンズを日本語に訳すとどういう意味になるのか」と疑問に感じたため球団事務所に電話で問い合わせたところ、球団からは「一応、海の勇者という意味で使っています」との公式回答があったという。英語の名詞形marineは「海兵隊員」以外の意味合いはなく、このため公式サイト上の試合速報でも海兵隊の文字が散見される。オーナー企業であるロッテは菓子の製造・販売を主たる事業としており、球団名との関連はない。公募の際に「パラダイス」票が最終選考まで残った。変更なしの「オリオンズ」票も多数あった。千葉にちなんで、有名な千葉を本拠地にした架空のチームを舞台にした漫画『すすめ!!パイレーツ』と同じ「パイレーツ」も多く票を集めたが、作品との混同とそれにまつわる権利上のトラブルを避けたのと、作中でのパイレーツが（基本的には）笑い者にさえされている弱小チームのため、実在のチームに名付けるのはイメージが悪いという判断で却下されている。
かつては所属選手でFA宣言した選手とは再契約をしない方針をとっていたが（例外は1998年オフの初芝清と堀幸一）、2017年オフの涌井秀章以降は再契約を認めるようになっている。
2000年代後半以降は長距離打者の不足に悩まされることが増え、2019年終了時点で30本塁打以上打ったのは2005年の李承燁と2019年のブランドン・レアードのみである。本塁打王も2023年にグレゴリー・ポランコ（26本）が受賞するまで37年間ロッテ在籍選手が獲得することがなかった。日本人では1986年の落合博満以来四半世紀以上にわたって出ておらず、2019年までの33年間で日本人選手が年間最多本塁打を記録したのは初芝清が1995年と1998年にそれぞれ記録した25本であり、20本塁打以上を打った日本人選手も1987年以降では8人しかいない。これについては、本拠地の千葉マリンスタジアムに吹く海風の影響が大きいと言われており、落合の記録も川崎球場が本拠地の頃のものである。これに対し、千葉マリンスタジアムでは2018年シーズン後に「ホームランラグーン」を設定して外野席を4ｍ前方へ近づける改修を行った。
パ・リーグ全球団でクライマックスシリーズ1位通過を決めていない最後の球団になっている。
2024年シーズン終了時点で最後のリーグ優勝は2005年で、パ・リーグ全球団で最も遠ざかっている。

#### 地方開催
2006年から2015年までは12球団で唯一、主催ゲームで地方開催を行っていなかった。2016年に千葉への本拠地移転25周年記念事業の一環として、東京ドームを会場とした初の主管試合（7月12日・対ソフトバンク戦）を開催した。地方主管試合としては2005年7月に西武ライオンズを帯同した石川県立野球場、富山市民球場アルペンスタジアムでの試合以来11年ぶり、東京都での主管開催はジプシー時代の1977年に後楽園・神宮で各12試合ずつ・24試合を開催して以来39年ぶりのことであった（試合は4-0でホークスが勝っている）。
2017年は再び地方開催なしとなったが、2018年は5月15日に13年ぶりに富山市民球場アルペンスタジアム、8月21日に2年ぶりに東京ドームで地方開催を行った。
2020年は6月30日に富山市民球場アルペンスタジアム、9月8日に水戸市民球場（茨城県）での地方開催を予定していたが、新型コロナウイルスの感染拡大を受け、前記2球場での地方開催を断念することを2020年4月13日に発表した。水戸での開催は前身球団の大毎が1959年5月に対阪急戦を行って以来61年ぶりになる予定だった。
2023年は4年ぶりに地方開催を行うことを2022年12月に発表し、2023年7月6日の埼玉西武ライオンズ戦を東京ドームで行った。

## チームスローガン
- 1993年：「心・技・体 '93」
- 1994年：「激闘」
- 1996年：「One at a time（一つ一つを大切に）」
- 1998年：「Play Hard '98」
- 1999年：「For The Team」
- 2000年：「For the Team 2000」
- 2001年：「For the Team Strive for Victory（チームのために勝利に向かって奮闘しよう）」
- 2002年：「For the Team」
- 2003年：「Ambition for Victory （勝利への執念）」
- 2004年：「This year is beginning of the future.（今年から未来が始まる）」
- 2005年：「BUILDING OUR DREAM!〜夢をみんなで〜」
優勝直後には「We built our dream（夢を叶えたぞ）!」の文字が公式サイトに現れた。
- 2006年：「Let us do it again（もう一度夢をみんなで）」
- 2007年：「All Hands to The Flag! 〜結束、フラッグのために〜」
- 2008年：「A Passion for Our Dream, A Commitment to The Flag（夢に情熱を、フラッグに誓いを）」
- 2009年：「Remember 〜1969―2008、2009〜」
- 2010年：「和」
- 2011年：「和 2011」「今こそみんなで和の力」
「今こそみんなで和の力」は東日本大震災復興スローガン。
- 2012年：「和のもとともに戦おう」
- 2013年：「翔破〜頂点を目指して〜」
- 2014年：「翔破〜頂点へ、今年こそ。〜」
- 2015年：「翔破〜熱く!勇ましく!!泥臭く!!!〜」
- 2016年：「翔破～熱き心で～」
- 2017年：「翔破～限界を超えろ!～」
- 2018年：「マクレ」
- 2019年：「マウエ↑」
- 2020年：「突ッパ!」
- 2021年：「この1点を、つかみ取る。」
- 2022年：「頂点を、つかむ。」
- 2023年：「今日をチャンスに変える。」
- 2024年：「自分たちを超えてゆく。」
- 2025年：「その全ては、勝つために。」

## マスコット
現在のマスコットであるマーくんは3代目でカモメがモチーフ。ペットマーク等に使用されているほか、千葉県や千葉市のキャンペーンなどにも起用されている。同じオーナーのもとにある兄弟球団にあたる韓国のKBOリーグ、ロッテ・ジャイアンツにもマーくん・リーンちゃん・ズーちゃんと類似しユニフォーム類を改変したヌリがペットマークに使用されている。後述のクールが登場していた頃は、野球マスコットとしては珍しくキャラクターショーで声があてられていた（声優不明）。
マーくん
6歳・メインキャラクター
1992年に初登場。1993年に公募で「マーくん」の愛称がつけられた。
背番号なしでネーム「MAR-KUN」のみ
着ぐるみは数度変更されており、ペットマークに導入された際に現在のルックスとなった。2018年のロッテオリオンズ50周年記念企画では1992年時点でのデザインを「初代カモメマスコット」としてマーくんとは別のキャラクターとして位置付けている。
- 1993年 - 2021年 - 帽子・ユニフォーム姿。
- 2022年 - しっぽの先の色が水色から黒へ変更。

チーム・マイナス6%メンバー（744号）
千葉ロッテマリーンズの公式Twitterアカウントでつぶやいていたが、2012年3月1日からは専用アカウントが開設された。つぶやく際には毎回「マーです」と名乗っている。東京ヤクルトスワローズのつば九郎の妹・つばみに想いを寄せられており、交流戦で神宮球場へ行くたびに猛アタックされる（『こんいん届』を渡されるなど）が、本人は興味を持つことなく、恐怖感を持って逃げ出したり、冷たい目で見ることが多い。ハロー!プロジェクトのアイドルが好きであることを公言しており、共演も果たしている。
2017年のシーズンオフから、つば九郎、中日ドラゴンズのドアラ、福岡ソフトバンクホークスのハリーホークと共に全国主要都市のホテルにてディナーショーを開催しており、4マスコット共同のブログも開設している。
2021年放送の『マジカパーティ』第33話に、後述するリーンちゃん、ズーちゃん、謎の魚と共にゲスト出演を果たしている。
2023年6月30日の対東北楽天ゴールデンイーグルス戦で通算2000試合出場を達成。同年7月24日の対福岡ソフトバンクホークス戦で表彰式が行われた。
リーンちゃん
4歳・マーくんの彼女
1993年に初登場。
背番号なしでネーム「RINE-CHAN」のみ
- 1993年 - 2021年 - ポニーテールでピンクのサンバイザーに白のトレーナーもしくはピンク系のスタジアムジャンパー・ピンクの靴・白またはピンクのプリーツミニスカート姿。
- 2022年 - しっぽの先の色が水色から黒へ変更。サンバイザー・スカート・靴を黒へ変更され、上はホームユニフォーム姿になった。

「マリーンズダンスアカデミー」の校長を務めている。
チーム・マイナス6%メンバー（745号）
2020年度は地域振興活動が中心となり、ホームゲームでの出演は「ALL for CHIBA」シリーズを中心とした地域振興企画のみとなっていた。
2021年放送の『マジカパーティ』第33話に、前述したマーくん、後述するズーちゃん、謎の魚と共にゲスト出演を果たしている。
ズーちゃん
3歳・マーくんの弟
1998年に初登場。
背番号なしでネーム「ZU-CHAN」のみ
- 1998年 - 2021年 - 前後逆に被った黒のキャップに灰色のパーカーと水色のハーフパンツ姿で茶色の靴、左頬に絆創膏。
- 2022年 - しっぽの先の色が水色から黒へ変更。靴の色は黒へ変更、ホームユニフォームのストライプのオーバーオール姿になった。絆創膏も無くなった。

チーム・マイナス6%メンバー（746号）
2020年度はリーンちゃんとともに地域振興活動を中心として出演となっていた。
2021年放送の『マジカパーティ』第33話に、前述したマーくん、リーンちゃん、後述する謎の魚と共にゲスト出演を果たしている。
他にもイベント限定キャラクターとして、まれにコアラの「チャンスくん」（「コアラのマーチ」にちなむ。「戦」ユニフォームで背中に顔シルエットと“CHANCE”の文字）が登場する。
コスチュームの基本は上述の通りだが、夏には浴衣を着たり、アロハシャツに半ズボン・麦藁帽子姿になったりする。

### 過去のキャラクター
- 東京オリオンズ→ロッテオリオンズ - 1966年に桃太郎をモチーフとしたマスコットマークを制定。刀の代わりにバットを持ったデザインとしていた。ロッテオリオンズへの移行後も1974年時点では継続使用されていたが、どの時点で下記のバブル坊やに一本化したかは不明。
- ロッテオリオンズ - 1969年に風船ガムを膨らませた男の子「バブル坊や」を制定[148]。当初は上記の桃太郎と併用され、末期は選手着用のグランドコート胸部分に付けられていた。なお、版権は球団ではなくロッテ本社に属していた。トナカイをモチーフにした「さわやかディーンくん」のマスコットもいた[157]。

クール（COOL）
イワトビペンギンをモチーフにサングラス（登場当初はビン底メガネ。環境問題に関するレクチャーを行なう時には掛け替えたりもする）。
「ロッテオリオンズ応援団」と書かれたハッピやチーム・マイナス6%のロゴ入りのビジターユニフォーム（背番号なし）などを着用。
マリーンズ誕生後の1992年、オリオンズのマスコットとなるべく川崎球場にやってきてしまい、チームを探して日本や世界中をあちこち探し回ってようやく千葉にたどり着いたという設定。2005年8月3日、謎の新マスコットとして突然デビュー。8月24日に名前が正式発表される。登場当初は「ビジターチームのファンを盛り上げる」ということで相手チームのビジターユニフォームを羽織り、レフトスタンドや三塁側スタンドに陣取ったビジターチームのファンを盛り上げていたが、のちに正マスコットの座を狙う「悪のマスコット」というポジションに変更された。
2006年8月に小池百合子環境大臣（当時）より「環境戦士」に任命され、「環境戦士COOL」として環境問題啓発活動も行っている。チーム・マイナス6%メンバー（546号）。
2007年4月にテーマ曲「COOLだぜ!」（作詞・作曲・演奏 伝承歌劇団-エウロパの軌跡-）が作られた。
運転免許（普通・8トン未満限定中型一種）を持っているらしく、マイクロカーの運転までしてのける。
2017年2月、引退。
ロッテ「クールミントガム」のパッケージに描かれたペンギンがモチーフとされていた。
謎の魚
2017年5月より登場した新キャラクター。名前は「魚」としか表記されていないが、ファンには「謎の魚」と呼ばれていた。第一形態は魚にあんこうのような提灯が点いた姿でスコアボードのビジョンに登場、第二形態はチョウチンアンコウのような見た目に、スリムな足が生えるという奇抜な出で立ちで現実世界に登場、この独特な見た目が話題となり、MLBのサイトでも紹介された。そして6月11日、第三形態として中身の骨が飛び出るという衝撃的なパフォーマンスを行い話題を呼んだ。この際は、再び第二形態に戻って退場している。その後、2018年6月12日には大型化した骨の頭に緑の足が生えた第四形態、6月26日にはチョウチンアンコウ型の頭と緑地に黒のピンストライプの手足が生え胴体にホームユニフォームと背中に虹色の模様とひれをあしらった第五形態、2021年4月6日には青い顔面・虹色の鱗・緑のひれの魚の頭と灰色・白の横縞の胴体と第五形態同様の手足を持った最終形態が登場した。
ハワイアン航空とのコラボレーションを行うなど、野球外へのプロモーションも行っている。
2021年4月24日に「謎の魚feat.ともだち」のアーティスト名で『ナゾノサカナ』のタイトルでavex traxからCDデビューすることが同年2月21日に発表され、同曲のジャケットには第五形態、ミュージックビデオには全形態が登場した。
2021年放送の『マジカパーティ』第33話に、前述したマーくん、リーンちゃん、ズーちゃんと共にゲスト出演を果たしている。引退間近を迎えたことで、最初で最後のアニメ出演作となっている。
2021年12月、「最近は体力の限界を感じるようになった」として、引退。

## 営業・ファンサービス
ファンサービスの向上は本拠地を千葉市に移転した翌年の1993年頃から取り組み始めており、外野席のホーム・ビジターの区分けやレプリカのユニフォームを着用しての応援などはプロ野球界ではロッテが一番早く導入した。ロッテの内野応援団員を経て、ロッテマリーンズ球団職員を長年勤めた横山健一によれば、同時期に発足したサッカー・Jリーグを始め、メジャーリーグやアイスホッケーなど、国内外のスポーツ応援を参考に球団と応援団が新しい応援スタイルを確立していった。
1996年にはビジター用のレプリカユニフォームがファン達の要望によって作られた。当初は「よその球場で着るユニフォームをなぜ作るんだ」と反対されていたものの、横山の説得もあり実現となった。
瀬戸山隆三が球団代表に就任し、ボビー・バレンタインが監督に復帰した2004年以降、千葉マリンスタジアムの「ボールパーク化構想」が方針付けられ、積極的なファンサービスに尽力するようになった。プロ野球再編問題により、ロッテが千葉を去る可能性が取り沙汰されたことをきっかけに地元行政側との協力関係が結ばれるようになると、地域密着型のファンサービスがより積極的に展開された。セ・パ交流戦の際にこれを見た阪神タイガース前オーナーの久万俊二郎は「これこそファンサービス」と感動したという。京葉線の最寄り駅の海浜幕張駅の発車メロディも2005年3月26日から「We Love Marines」に変更するなど、スタジアム周辺の随所で地域との共存がアピールされ続けている。一連のファンサービス向上には荒木重雄事業本部長（当時）の貢献が大きく、荒木の在任時には「12球団の中でファンサービスが一番良いのはマリーンズ」と評されていた。

### ボールパーク化構想
「ボールパーク化構想」の最大の障害となっていたのは、球団側と行政側との溝であった。千葉移転以降のロッテの観客動員数の伸び悩みや市の財政難などにより、千葉市など行政側は施設の改修や増設にあまり積極的ではなく、球団がファンサービスの企画を立案しても行政側が条例を盾に認可を渋るケースが多々あった。千葉マリンスタジアムは球場内が千葉市、幕張海浜公園の一部である駐車場などの球場外の敷地が千葉県の管理となっていた。過去は売店の設置やフェンスの企業広告掲出が一切出来ず、球団に収益が全く入らなかった。2004年以降は県と市の協力を得て改善し、スタジアム敷地内に売店や屋台等を設置し、動物とふれあう場所を設け、スタジアム内でもフェンス広告の掲出を開始し、スタンド内にベビーベッドが設けた。
2004年のプロ野球再編問題における10球団構想ではロッテとダイエーを合併して「福岡ロッテホークス」とする案が取り沙汰された。ロッテが千葉を去る可能性から行政側には危機感が生まれ、県と市は条例の改正などで千葉マリンスタジアムの使用規制を大幅に緩和し、2006年度から指定管理者制度を導入して、球団を千葉マリンスタジアムの指定管理者に指名して運営を委託するなど、現在では球団と行政とが一体となって地域密着策を展開している。
プロ野球球団が本拠球場の指定管理者になるのは、ロッテが初のケースとなった。この他2009年には、広島東洋カープが同年開場した本拠地のMAZDA Zoom-Zoom スタジアム広島の指定管理者となった他、都市公園法に定める「管理許可制度」の適用による運営体制を導入しているケースとしては、オリックス・バファローズが2004年まで本拠地（2005年以後は準本拠地）としていたほっともっとフィールド神戸と、2005年以後の東北楽天ゴールデンイーグルスの本拠地のフルキャスト/クリネックス/楽天koboスタジアム宮城の例がある。2016年には管理許可のもとで横浜スタジアムを運営していた第三セクターの株式会社横浜スタジアムを、横浜DeNAベイスターズが友好的TOBにより買収している。

### 360度全席自由席
ロッテは2005年から「360度全席自由席」と銘打って、本拠地の千葉マリンスタジアムの場内全席を自由席としてチケットを均一料金に割り引くファンサービス企画を、毎年夏の2試合を対象に行っている。
そもそも、この全席自由席企画は2005年6月28日と6月29日に予定していた韓国での公式戦（対福岡ソフトバンクホークス）が中止となったことから（後述）、その代替企画として打ち出されたものである。韓国での開催が中止となった2試合は千葉マリンで代替開催することになったものの、週末に比べて動員力の低い平日のナイトゲームで、更に韓国開催を前提にシーズンシートの契約対象外としていたことから、球団営業部はイベントの実施を決定した。
こうして立案されたのが「来場者に色々な席で、様々な角度からゲームを見てもらえるように」という発想からスタンドを全席自由席とし、入場料も大人1500円、子供500円の均一料金にするという、NPB12球団の一軍公式戦としては初の試みだった。加えて当日の企画案を検討した結果「夏前のフェスティバルのノリで、ビアガーデンのように盛り上がれる企画」という方向性が決まり、ビールを通常の半額（1杯300円、ソフトドリンクも200円に割り引き）で販売するなどのサービス実施を決定、企画タイトルは「360度ビアスタジアム」と銘打たれた。この結果、2日間とも通常の平日のナイターを大幅に上回る観客を集め、概ね好評だった。「ビアスタジアム」は翌2006年シーズンも6月27日の対日本ハム戦、8月30日の対ソフトバンク戦の2度実施され（ただしドリンク類はブースのみでの販売とし、売り子の巡回販売は行わず）、6月の試合では観衆の一人単位までの発表を開始してから当時最多の29,152人を記録した。
2007年はイベントのアイディアを一般ファンから募集し、全席自由席企画を「応援スタジアム」と「ビアスタジアム」の2本立てとして実施することとなった。まず「応援スタジアム」は7月3日の対オリックス戦で実施。通常の外野スタンド右翼側だけでなく内野スタンド一塁側も応援席とし、イニング間には応援ボードコンテストなどを実施。ゲストとして渡辺真知子を招聘するなど（一部後述）、さまざまな企画が行われた。恒例となった「ビアスタジアム」は7月31日の対楽天戦で行われ、全席自由席企画では最多となる30,016人の観客を集めた。
この全席自由席企画においては、スタンド内を全席自由とすることによって観客の動向が通常時と大きく異なることから、球団営業部では開催当日の場内を細やかにリサーチしている。調査項目は「スタンドのどの席にニーズがあるのか」「どのような観戦スタイルをしているか」など細部にわたっており、調査結果は今後のファンサービスや座席設定など、球団の営業戦略に反映されている。
マリンスタジアム場内に設けられている特別シートは、この企画を実施する際の対応が異なっている。一・三塁側のファウルエリアに設けられた「フィールドウィング・シート」のチケットを希望する場合は、あらかじめ前売入場券を購入した上で抽選に申し込む必要があり、当選者に限り座席指定券が発行される。内野1階席三塁側の「ピクニックボックス」のチケットを希望する場合も抽選に申し込む必要があり、当選者に限りチケットが販売される。販売価格は通常の15000円が7500円となる。定員5名であるため、1人換算1500円。この措置は観客の安全性を確保する上で、両座席については規定の定員を遵守しなければならないため「指定席」の扱いとなることによるもので、これら抽選の申込受付はマリーンズオンラインチケットショップで開催日の3週間前に行われる。但し、ネット裏のプレスブースに隣接する「マリーンズ・プレスシート」は座席設定・価格とも対象外で、通常時と同じ設定となっている。

### その他の営業・ファンサービス
- 夏休み期間中（7月下旬 - 8月いっぱい）のZOZOマリンでの公式戦は全試合ナイター開催で、5回終了後に花火が打ち上げられる。そのうちの1試合で開催される「京成グループ花火ナイター」は毎年恒例となっている。
  - 2007年度は平日のナイターは18時15分開始、週末は18時からの開始となっていた。2009年度は金曜日以外の平日は18時15分、金曜ナイターのみ週末の初日で多くのファンを確保したいという観点で18時30分の開始[注釈 42] となった。週末開催のナイターは土曜日のみ18時からは変わらないが、日曜日は薄暮デーゲームとして17時から行う[注釈 43]。
  - この時期は冠スポンサーの京成グループ（京成電鉄・新京成電鉄[注釈 44]・北総鉄道）の車両で「花火ナイター号」が運行される。
- 始球式は一部の例外（ロッテOBによるものなど）を除いてプレーボール直前ではなく、野手が守備位置に就く前に行われる。
- チア・パフォーマーチームM☆Splash!!がホームゲームやイベントなどでパフォーマンスを行う。
- 2005年、楽天が「スタメンに次ぐ控え選手の一人」として、背番号10をファンのための欠番にしたことが話題になったが、それに先駆けてマリーンズでは、ファンを「一軍の25人に次ぐ26番目の選手」として背番号26を欠番とした。元々サッカーでは同様の理由で12番を欠番にしたり、サポーターが「12」という大きな横断幕を作っているが、マリーンズファンもそれに倣ってライトスタンドを覆う「26」をモチーフとしたデザインのビッグフラッグと呼ばれる大横断幕を試合開始前に広げるパフォーマンスを背番号26が欠番になる前から行っている。スタジアム前の6冠記念モニュメントにも2005年当時の監督と選手のサイン付き手形レリーフと共にユニフォームマークの形でプレートが嵌め込まれている。
- 過去にはホーム戦でのラッキー7の攻撃前に「Take Me Out to the Ball Game」が演奏されていた（現在は「We Love Marines」）。
- 地元千葉県の地方銀行である千葉興業銀行が、同球団およびファンクラブTEAM26のスポンサーになっている。2004年4月からは毎年、同球団の成績により金利が変動する（通常金利に0.026パーセント加算、リーグ優勝で0.26パーセント加算）「マリーンズ応援団定期預金」を販売している。
- 2010年、2013年のクライマックスシリーズでは全試合において千葉マリンスタジアムでパブリックビューイングが行われた。入場無料ながら特別ゲストに立川隆史を迎えたほか球団マスコットも総動員されるなど通常の試合以上のような盛り上がりを見せ、千葉市市長の熊谷俊人も応援に駆け付けたほか、日本シリーズ進出が決まった試合では内野1、2階席が解放され約1万3,000人の観客が訪れた。
- 2005年から2008年と、2013年から2019年に開幕戦および交流戦時に他球団を挑発するポスターの制作がされていた[166] [167]。2015年のクライマックスシリーズ時には対戦相手のファイターズとホークスに対する挑発ポスターを制作した[168]。結果はファーストステージでは2勝1敗でファイターズを下したものの、ファイナルステージではホークスに3連敗（アドバンゲージ1勝を除く）し終戦。ポスター内にあった下克上を意味する「二度ある事は三度ある」を達成することはできなかった[169]。2016年のクライマックスシリーズ時にはファイナルステージに進出した際に対戦相手のファイターズ対する挑発ポスターを制作したが[170]、結果はファーストステージで2敗で敗れ、一時はお蔵入りの危機に瀕していたが、「来季は大谷投手に勝る存在感で優勝して欲しいとの思いから、あえて公開しました」という理由で2016年12月5日に公開された。内容は「二刀流対伊東（いっとう）流」である[171]。2020年は、コロナの影響により交流戦が開催されなかったこともあり、2020年以降は制作されていない[172]。
- 2016年4月29日に開催された対北海道日本ハムファイターズ戦では、隣接する幕張メッセで同日開催された「ニコニコ超会議2016」とタイアップ、『超野球』と題して当日のニコニコ超会議入場券所持者は特別に用意された「超野球観戦シート」にて入場無料で観戦できるようにした。当日は、7回裏直前にフィールド内でのジェット風船片づけ作業体験や、球場内で来場者が生放送配信できる「超野球ユーザー生放送」などの企画も合わせて実施された[173]。
- 12球団の中では禁煙に積極的に取り組んでおり、2019年7月26日から本拠地ZOZOマリンスタジアムの喫煙所を加熱式たばこ専用に切り替え、紙巻きたばこの全面禁煙に踏み切った[174]。2020年シーズンからは選手・コーチ・球団職員も含めた全スタッフに対し、勤務時間中の禁煙が発表された[175][注釈 45]。

### 公式ファンクラブ『TEAM26』
球団公式ファンクラブ『TEAM26』があり、ゴールド・レギュラー・カジュアルレギュラー・ジュニア（いずれも有料）・無料会員の5コースがある。チケット購入（前売りチケット含む）やオンラインショップ、スタジアム内各売店での購入でMポイントを貯めることが出来る。貯めたポイントは、観戦チケットやスタジアム内各売店で使用可能な金券チケット、各会員の入会特典グッズ、日程ポスターに交換できる。2010年度（2011年1月31日）までの「TEAM26」会員証は全日本空輸との提携による楽天Edy機能搭載のAMCカード一体型だった。

### フレンドシップシティ協定
千葉県内の地方自治体との連携をスムーズ、かつ一律化して行う目的で、2017年1月から複数の自治体との間でフレンドシップシティ協定を締結している。この協定では各市においての千葉ロッテマリーンズ関連及び地域振興を目的とした活動や競技普及・運動能力向上を目的として行われる学校訪問活動、一軍公式戦における市民優待において連携が行われており、球団としてもロゴなどのプロパティを無償使用することを許諾している。
2025年7月現在、県内13市との間で協定を締結している。
| 自治体名 | 締結日         | 備考（締結当時）                         | 出典            |
| -------- | -------------- | ---------------------------------------- | --------------- |
| 千葉市   | 2017年1月25日  | 一軍本拠地                               | [ 177 ]         |
| 鴨川市   | 2017年1月25日  | 秋季キャンプ開催地                       | [ 177 ]         |
| 市原市   | 2017年1月25日  | 二軍（イースタン・リーグ）主催試合の開催 | [ 177 ]         |
| 浦安市   | 2017年1月25日  | 二軍（イースタン・リーグ）主催試合の開催 | [ 177 ]         |
| 柏市     | 2017年1月25日  | 二軍（イースタン・リーグ）主催試合の開催 | [ 177 ]         |
| 袖ケ浦市 | 2017年1月25日  | 二軍（イースタン・リーグ）主催試合の開催 | [ 177 ]         |
| 習志野市 | 2017年1月25日  | 二軍（イースタン・リーグ）主催試合の開催 | [ 177 ]         |
| 成田市   | 2017年1月25日  | 二軍（イースタン・リーグ）主催試合の開催 | [ 177 ]         |
| 船橋市   | 2017年1月25日  | 二軍（イースタン・リーグ）主催試合の開催 | [ 177 ]         |
| 茂原市   | 2017年1月25日  | 二軍（イースタン・リーグ）主催試合の開催 | [ 177 ]         |
| 佐倉市   | 2018年1月23日  | 二軍（イースタン・リーグ）主催試合の開催 | [ 177 ] [ 179 ] |
| 市川市   | 2018年12月18日 | かつての二軍本拠地（国府台球場）         | [ 177 ] [ 180 ] |
| 君津市   | 2025年7月18日  | 二軍の新本拠地                           | [ 178 ] [ 181 ] |

## 独立リーグへの派遣構想（2007年）
2007年10月1日のプロ野球運営実行委員会で、球団社長（当時）の瀬戸山隆三は、5 - 8人程度の育成選手を獲得した上で、独立リーグである四国アイランドリーグ（現：四国アイランドリーグplus）の徳島インディゴソックスに派遣する構想を表明した。当日の委員会では結論が出ず、継続審議の扱いになった。一部球団からは「イースタン・リーグの混成チームであるフューチャーズの活用が先ではないか」といった意見が出された。その後、社会人野球側から「育成選手制度の本来の趣旨と異なる」という指摘がなされ、NPB内部の他に社会人野球側とも調整が必要な状況となった。
2007年11月6日のプロ野球運営実行委員会でも合意には至らず継続審議となったが、次回の委員会の前にドラフト会議を迎えるため、来季の派遣については困難という報道がなされた。2007年のドラフト会議で獲得した育成選手5名（池田健、宮本裕司、小林憲幸、白川大輔、大谷龍次）は支配下登録を受けた1名（宮本）を除き、2009年のシーズン終了後に戦力外通告を受けて退団。このうち、アイランドリーグから指名された小林は同リーグに所属していた長崎セインツへ入団し、白川と大谷は徳島へ入団した（池田は引退）。
約4年半が経過した2012年3月1日にNPB実行委員会が、育成選手に限り四国アイランドリーグplusとベースボール・チャレンジ・リーグへ選手の派遣を認めた。ただし、ロッテはこの制度による選手派遣を実施していない（2016年現在、派遣実績がある球団は広島東洋カープ・オリックス・バファローズ・中日ドラゴンズ・東北楽天ゴールデンイーグルス・埼玉西武ライオンズ）。
2014年3月にベースボール・チャレンジ・リーグの福井ミラクルエレファンツと業務提携を行い、ロッテ球団職員の荘勝雄がトレーニングコーチとして派遣されることになった。

## ユニフォームの変遷

### 東京・仙台・川崎時代

#### 毎日時代
- 1950年（シーズン開幕前） - 練習用（プロトタイプ）として、白を基調としたものとグレーを基調としたものを使用した。
  - 白地・濃紺ツバの帽子、白地のシャツ・パンツ（ズボン）、濃紺のアンダーシャツ。シャツには「Mainichi」の胸マーク（筆記体）が入った。
  - 濃紺地の帽子、グレー地のシャツ・パンツ、濃紺のアンダーシャツ。シャツには「Mainichi」の胸マーク（筆記体）、左袖に毎日新聞社社旗を流用したデザイン（赤い社章と二本線）が使われた。
    - 胸マークについては、2005年発行の書籍『プロ野球ユニフォーム物語』（著：綱島理友・絵：綿谷寛）では、赤となっているジン着写真（当時発売されたブロマイド）が掲載されているが、著者の綱島は「胸マークには赤は無かったとも思われる」として、綱島が推定した上で濃紺に塗り変えた写真も一緒に掲載している。
- 1950年 - 1957年 - ホーム用は当時のニューヨーク・ヤンキース、ビジター用は当時のロサンゼルス・ドジャースをイメージして作られた。1950年シーズン途中から左袖には毎日新聞社の社章に代わりトリコロールのワッペンが付いた（1951年からは月桂樹の枝と「1950」（優勝年）の金糸文字が入った。1952年シーズン途中から1955年は平和台事件を起こした責任を取る形で廃止したが、1956年には「Orions」ロゴが入る形で復活）。
  - シャツ・パンツは、白地に濃紺縦じま（ホーム用）、グレー地（ビジター用）。
  - アンダーシャツは、濃紺。
  - 胸マークは、ホーム用 - 左胸に「M」マーク（飾り文字書体。濃紺・白縁取り）・ビジター用 - 「Mainichi」（筆記体。濃紺。1950年）、「Orions」（セリフ風書体。濃紺・白縁取り。1950年シーズン後半より使用）。
  - 帽子は濃紺地に白い「M」マークの入ったもの。1950年には、白地に濃紺縦じまに白「M」マーク・濃紺ツバの入ったもの（ホーム）、グレー地に白「M」マーク・濃紺ツバの入ったもの（ビジター）も使用された。
  - 1956年には、グレー地などを基調としながら、首周り・袖・ズボンサイドにラインが入ったビジター用を、1957年には、「Orions」に代わり「TOKYO」の胸マーク（ニューヨーク・ヤンキースの「NEWYORK」に似た書体）が入り、ラインを外したビジター用をそれぞれ使用した。

#### 毎日大映（大毎）→東京オリオンズ時代
- 1958年 - 1965年 - 球団名が毎日大映オリオンズとなり、胸マークも「Orions」となるが毎日時代のスタイルを踏襲。大映からゴシック体の番号フォントが継承された。ビジター用は最初「DAIMAI」だったが、1960年から「TOKYO」に変更される。この間、腰番号や胸番号が付く。
  - 帽子マークは、1958年に「D」と「M」を重ねたマークが採用。1960年は左上よりに「D」右下よりに「M」の字を絡ませたマーク、その後1961年、1962年（「O」マーク）、1965年（「T」と「O」を絡ませたようなマーク）に帽子マークの変更を行った（いずれも白色）。
  - ビジター用は最初上下グレー地だったが、1960年はブルーグレー地に白の縦じまが入ったものを使用。翌年以降は再びグレー地となった。
- 1966年 - 赤色をふんだんに使ったホーム用ユニフォームが登場。左袖のワッペンは小さくマイナーチェンジされたもの（「Orions」の文字なし）が使用されたが、シーズン途中の6月22日の対近鉄戦より左袖にペットマーク（バットを持った桃太郎のイラストが描かれたもの）がつく。
  - 帽子マークは「T」（赤色・白縁取り）。胸マーク・番号・ライン（首周り・袖・ズボンサイド） - 赤色・濃紺縁取り。
- 1967年 - 1968年 - ホーム用がドジャース風（ただし、青ではなく紺を基調としており、胸マーク・背番号は赤、胸番号は紺）となり、縦縞が廃止される。左袖には桃太郎のマークが形を変え引き継がれた。当初首周り・袖・ズボンサイドに赤ラインがあったが翌年に廃止されてドジャースに近くなった。このデザインはロッテになってからも引き継がれた。帽子は、濃紺地に白文字の「T」。

#### ロッテ時代
- 1969年 - 1972年 - 株式会社ロッテがスポンサー（1971年から正式な親会社）となり、球団名がロッテオリオンズに改称。ユニフォームは東京時代のスタイルを踏襲（ただし、紺→青になる）。ホーム、ビジター用共胸番号が消え、赤の「LOTTE」だけのシンプルものになり、「Orions」のロゴは左袖に移る（色は青）。背番号（赤色）はオリジナル書体。帽子のマークがLとOとの組み合わせと星のマークがついたものになる。キャンプ・オープン戦用は背番号の上に選手名が入っている一方、公式戦用では選手名が入っていなかった。
- 1973年 - 1991年 - 金田正一の監督就任に伴い、ユニフォームを一新。帽子・アンダーシャツが青から紺に代わる。金田のアイデアを取り入れたニット素材の特徴を生かし、肩、袖、パンツからボディにかけて、両サイドを紺で挟む赤の太ラインが入る。「LOTTE」の胸ロゴは赤に紺の縁取りのゴシック体（背番号も同様）となり「Orions」のロゴは消滅する[184]。基本ユニフォームとなるホーム用に企業名のみ表した。背番号の上に選手名が入り、胸番号が復活する（胸番号・選手名は紺）。帽子のLOと星マークに、赤の縁取りが入る[注釈 46]。
  - ホーム用はオフホワイト地。
  - ビジター用はスカイブルー地で、胸ロゴはホーム同様「LOTTE」。
  - 1974年から、ボタンの素材が、白の2つ穴から透明4つ穴タイプに変わる。
  - 1984年より、スパイクの色が黒地に白ラインから白地に紺ラインに変わる。
  - 1989年より、ボタンの素材が透明からユニフォームの地色と同じ色に変わる。
    - 金田監督より、ラインは生地の上に乗せるのではなく、生地と生地との間にはめ込むよう要望があり、当時の技術では非常に苦労したという。

  - 背番号の書体の中で「1」については、下に「_」の付かないスタイルであったが、背番号1の選手（ジム・ラフィーバー→ラファエル・バチスタ→高橋博士→愛甲猛）については「_」が付いていた。

### 千葉時代
- 1992年 - 1994年 - 本拠地が千葉市に移転し、球団名が「千葉ロッテマリーンズ」となり、初めてプルオーバー・タイプを採用。サンライズ・ピンクとカレント・ブルー（ブルーグレー）で千葉県のイメージを前面に押し出した。
  - 帽子は、黒色地に帽子マークはピンクの縁取りに黒文字でCLM（Chiba Lotte Marinesの略）で真ん中に波模様が入ったもの。
  - シャツ・パンツは、白（ホーム）、ブルーグレー（ビジター）をそれぞれ採用。
    - 首周り・袖口には、黒・ピンクのライン（外側にピンク）が、ズボンサイドにはピンクを黒で挟んだラインが入る。

  - 胸マークには「Marines」（筆記体）を、左袖にはホーム「CHIBA」ビジター「LOTTE」（親会社ロッテのロゴマーク）のマークをそれぞれ採用。
  - 胸マーク・番号にはピンク・黒縁取り、左袖マーク・背ネームには黒を使用。
  - 背番号の「1」の書体は、「_」の無いもの（ただし、左上の欠けていない書体）が引き続き採用されたが、背番号1の愛甲猛については引き続きオリオンズ時代と同様の書体が採用された。
  - 背番号「29」は、1992年の世界少年野球大会で行われた日米OBオールスターゲームでの村田兆治（千葉移転後の在籍経験なし）と、1995年のキャンプからオープン戦までの内藤尚行の着用のみで、公式戦での着用者はいなかった（後述の復刻時の小野晋吾の着用と、公式戦出場については不明）。
- 1995年 - 2003年 - 後述する事情から、広岡達朗GMの提案によりユニフォームを一新。チームカラーを白と黒を基調にしたものになる。毎日オリオンズ時代から東京時代まで使われていた縦縞が29年ぶりに復活し、シカゴ・ホワイトソックスを模したデザインになる。当時球界で主流になりつつあったユニフォームのパンツ裾を足首まで下げるスタイルを、広岡GMが非常に嫌っていたため、オールドスタイルを実現すべく長めのストッキングを採用（上部に白いMマークの刺繍が入る）。ちなみにビジターユニフォームの胸の文字はホームユニフォームの“M”に対し、“Marines”の文字が入ったものだった。スパイクは黒地にホワイトのラインのものに変更。広岡GMが解任された1997年からは、パンツ裾を足首まで下げるスタイルが解禁されている。
  - 1997年 - 夏季の週末のホームゲーム限定で白地に黒の「M」マークを入れた「サンデーキャップ」を採用。（初登場は7月20日のダイエー18回戦[185]。）
  - 1998年 - 夏季の週末のホームゲーム限定で「サマーユニフォーム」を採用。日本では中日に次いで2チーム目の採用となるノースリーブでロゴはビジター用と同じ「Marines」。キャップはつばの部分をグレーに変更。
- 2000年 - 2004年 - ビジターでの負けが多いことから、上下グレーのビジター用ユニフォームを上が黒、下がグレーの新たなユニフォームに変更した（球団史上初の上下ツートンカラーのユニフォームである）。ビジターゲームでマリーンズファンが「黒の軍団」と称されるのは、この頃からである。
  - 2003年 - 2004年 - サードユニフォームとして上下グレーのビジターユニフォームが採用。翌年はセカンドビジターユニフォーム。このサードユニフォームの胸の文字はホームユニフォームと同じ“M”であり、胸番号は無く、背番号の上には選手の名前が書かれていないものだった。このユニフォームは金曜日、土曜日、日曜日のビジターゲームに使われ、その他の曜日のビジターゲームでは黒い上着のユニフォームが使われた。おおむね同時期の阪神タイガースのビジターユニフォームに既存のロッテのユニフォームのマーク・背番号を張り替えたようなデザインだった（ただし、ラインは阪神と違い白に黒を挟んだものであり、阪神のそれと比べ細かった）。
- 2004年 - 2007年 - 復帰したバレンタイン監督の提案で、上記のホーム用ユニフォームにプラスする形で、黒いダンダラ帯のはいったサンデーユニフォームが登場。初年度は縦縞の入ったホーム用の白パンツとの組み合わせで背ネーム無しだったが、翌年から法被に合わせてデザインされた新たな白パンツが登場し、背ネームも入った。
  - 2005年よりユニフォームの名称を変更し、法被と白パンツを組み合わせたものを「誠（まこと）」、法被と黒パンツの組み合わせを「侍（さむらい）」、それまで使われてきた上下縦縞を「戦（いくさ）」とした。上下グレーのセカンドビジターユニフォームは廃止され、ビジター用のユニフォームは1種類のみとなった。黒地のビジターユニフォームの胸の文字が“Marines”から帽子のマークと同じ“M”に変更され、濃いピンクのラケットラインが入る。パンツも「誠」と同じものへ変更。「戦」以外のホーム時やビジターでは、帽子のツバには濃いピンクと白のギザギザがデザインされ、Mの文字にはピンクのシャドウが入ったものを使用。ホームゲームでどのユニフォームを着るかは、メジャーと同じく先発投手が自由に選んで決められる方式にした。（基本的に連勝中は縁起担ぎで変えた投手はいなかった）この年の後半にはいい状態でチーム状態が継続していたため、普段は「戦」を選択する清水直行さえ縁起担ぎで「誠」を使用。ポストシーズン（プレーオフ・日本シリーズ・アジアシリーズ）のホームゲームでは「誠」で戦い全勝した。
  - しかし、「戦」「誠」が選手に受け入れられたのに対し、「侍」は「格好が悪い」ために選手から敬遠されていた。実際、2005年に公式戦で「侍」が着用されたのはホームゲーム連敗中の5月14日の対ヤクルト戦の1回だけで、先発のダン・セラフィニがこのユニフォームを選択したが、その試合は3-11と大敗。その後「縁起が悪い」と敬遠されたのか、「侍」を選択した先発投手はいなかった。
  - 2006年 - 2009年 - 2005年のアジアシリーズ制覇を記念したチャンピオンエンブレムが袖に入る。図案は「CHIBA LOTTE MARINES」の白文字入り黒リングで囲まれたボールを背景に「05 Marines ASIA」の文字、「CHAMPIONS」の白文字が入った赤リボン、最下部に6冠を表す銀の六連星。
- 2008年 - 2009年 - デサント社がオフィシャルサプライヤー契約を締結、デザインをマイナーチェンジ。チームカラーを「白、黒、赤」とし、ホーム用は従来のストライプタイプ「戦」と、「誠」の袖のダンダラ帯と胸ラインを赤色にした2タイプがある。ビジター用は黒を基調とし、上から下へ向かって黒から白へと徐々にグラデーションしたもの（日本プロ野球史上初のデザイン）である。ビジター用ユニフォームには右胸に球団ペットマークが浮き上がって出るようにあしらわれている。「戦」以外は、背番号の書体も丸い斜体文字へ変更されている（ホーム用「誠」は赤、ビジター用は黒）。
  - 2009年 - ロッテのプロ野球参入40周年を記念した「ORIONS-MARINES 40th ANNIVERSARY」エンブレムが袖に入る。図案は“ORIONS-MARINES”のアーチと“40th ANNIVERSARY”“1969-2009”の帯で囲まれた中に、青空と海をバックに歴代のユニフォームを模した色（左からオリオンズ初代、オリオンズ2代目、マリーンズ初代、マリーンズ現行）で空を飛ぶ4羽のカモメ。
- 2010年 - 2013年 - バレンタイン監督の退任に伴い、「戦」以外のユニフォームのデザインが変更（各ユニフォームのニックネームも廃止）。チームカラーの一つとされていた赤が消えた。ビジター用はグラデーションを廃止し、黒地に白のカットラインが入る。サードユニフォームはラグランスリーブ部に黒を配した。ビジターとサードにはそれぞれ右袖には2段組みで「CHIBA LOTTE」の文字が入る（ホームは今までどおり「LOTTE」のみ）。帽子は従来の黒帽子で統一された。右袖に2006年から付けられていたアジアシリーズチャンピオンエンブレムが廃止。右胸のワッペンスポンサーがハートフォード生命保険からネクソンに変わる。サードユニフォームが使われたのは、2010年は4月25日、6月30日、8月1日の3試合（対戦相手はいずれもソフトバンク）、2011年は6月8日の阪神タイガース戦の1試合、2012年は7月16日、17日の楽天戦の2試合のみであった。2013年は、後述の2012年の限定ユニフォームがサードユニフォームとして着用された。
- 2014年 - 2019年 - ホーム、ビジター共に新素材を使いユニフォームを軽量化。ビジターユニフォームはデザインを変更し、「闘志あふれる勝利への執念」を表している。前年まで使用したユニフォームと同様に黒地に白のカットラインが入る。胸ロゴが「Marines」（胸ロゴ・胸番号・背番号共に白字で赤で縁取り）、背ネームは白字。両袖に赤のライン、左袖に丸にカモメのロゴマークが入る。ビジターユニフォームには2段組の「CHIBA LOTTE」の文字はなし。ズボンはグレーで、サイドの腰から膝までの部分のみ赤のラインが入る。帽子は黒でロゴが「M」（白字で赤で縁取り）、ツバの縁が赤。ホーム、ビジター共にズボンにオカムラホームの広告が入る[186]。ホーム用は帽子が前年まで使用していたもので、つばのふちが白。
  - 2015年 - キャップへの広告表示が認められ、キャップ左即部にダイユウホームの広告が入る。
  - 2017年 - サプライヤーがデサントからマジェスティック・アスレティックに変更される。大きなデザインの変更はないが、刺繍から昇華プリントに変更され軽量化が図られた他、選手名・背番号の字体などが変更される。広告はキャップ左即部が住宅情報館、右胸のワッペンがGungHo、ズボンがGMOにそれぞれ変更。
  - 2018年 - ビジター用のズボンがグレーから白に変更[187]。スポンサーもフクダ電子に。
- 2020年 - 現在 - サプライヤーがユニフォームはミズノに、キャップは'47に変更される（'47がNPBのサプライヤーになるのは初めてとなる）。
  - 2020年より、「PINSTRIPE PRIDE」というコンセプトの下、ビジターユニフォームにもピンストライプを採用し、ビジターマリーンズの象徴である「ブラック」と掛け合わせることで強さと威厳、相手チームへの威圧感を兼ね備えたデザインに変更した。キャップもビジター用は「M」が黒文字となっている。パンツに黒のラインが入った。
  - 2021年 - キャップの左即部にあった住宅情報館の広告が廃止された。
  - 2023年 - 全てのユニフォームの胸番号・背番号・ロゴが、後述の限定デザインの一部（刺繍での表現が難しいもの）を除いて昇華プリントから、刺繍に変更された。ビジターユニフォームはストライプが廃止され、純黒の生地に変更。左胸には白の「M」ロゴへ変更された。両袖口には「勝利への挑戦」を意味する黒、「勝利の熱狂」を意味する白、「勝利の結束」を意味するグレーのマリーンズの信条を象徴する3色のラインデザインが追加された。パンツにも同様の3色のラインを使用した。ビジターユニフォーム着用時にもホームの帽子を着用する[188]。
  - 2024年 - 「ピンストライプのユニフォームを一軍で着用する」目標を持たせることを目的とした吉井理人監督の発案で、ファーム用のホームユニフォームを採用。ビジター用と同一のコンセプトで色を上下とも白としたデザインとなっている。キャンプおよびオープン戦では全員が着用するため、一軍の監督・コーチやチームスタッフのものも用意されている。一方3桁背番号の育成選手にも、ピンストライプの一軍ホーム用ユニフォームが用意されているが、一軍出場ができないことや、フレッシュオールスターゲームでイースタン・リーグがホームチームとなった場合でもファーム用を着用していることから、入団発表やファン感謝デーなどのイベントへの出席時に着用機会が限定されている。

### 限定ユニフォーム
- 2008年 - 8月13日 - 18日の2カードで、ロッテのプロ野球参入40周年記念として、オリオンズ時代のホーム用ユニフォーム（1991年まで使用）を復刻した[注釈 47]。
  - 「1」の書体については、当時のものは左上が欠けていたが、復刻版は欠けていない書体（カギカッコのような書体）を使用した。
- 2009年 - 8月18日 - 20日のオリックス戦で、前年に続いてロッテのプロ野球参入40周年記念として、オリオンズ時代の1972年まで使用されたホーム用ユニフォームを復刻した。
- 2011年 - 千葉移転20周年を記念してホームゲーム限定で、1992年から1994年までのホームユニフォームを復刻使用している。
  - 上記の2008年のユニフォーム同様、「1」の書体については欠けていない書体（カギカッコのような書体）を使用した。
- 2013年 - パ・リーグ共同企画「レジェンド・シリーズ2013」の一環で、オリオンズ時代の1991年まで使用されたビジター用ユニフォームを復刻。ただし、復刻ユニフォームの右胸にはネクソン、パンツ左側には君津住宅の広告が付く。

#### ALL FOR CHIBAユニフォーム
2012年の千葉移転20周年記念イベントをきっかけに、千葉県への感謝と千葉県と共に戦う思いを表現した「ALL for CHIBA」という特別試合時に、胸に「Chiba」のロゴが入れられた特別ユニフォームを着用する。
- 2012年 - 2015年 - 千葉移転20周年を記念した「Thanks 20 years “ALL for CHIBA"シリーズ」のイベントの一環として、白をベースに両肩と両わき腹に黒いライン、胸に黒文字で「CHIBA」と記したロゴが入ったユニホーム（通称：CHIBAユニフォーム）を着用する。マリーンズのユニホームに「CHIBA」のロゴが入ったのは1992年の移転後初。一軍の公式戦数試合で着用するほか、二軍の公式戦でも数試合限定で着用。2013年から2015年は「埼玉VS千葉シリーズ」で西武ドームでも着用された。2015年は4月の3連戦において宮城球場でも着用されている。
- 2016年 - 千葉移転25年目を記念した「“ALL for CHIBA"シリーズ」のイベントの一環として、CHIBAユニフォームを一新。千葉県公式マスコットキャラクターのチーバくんの赤・移転当時のユニフォームのサンライズピンクを掛け合わせた「サンライズレッド」をメインカラーとした「新・CHIBAユニフォーム」を着用[189]。胸には球団ロゴを模した「Chiba」ロゴが表記され、胸番号・背番号・選手名ロゴはマリンフェスタユニフォーム（後述）と同様。ビジターユニフォームと同じ形の黒いカットラインが入る。
- 2017年 - 2019年 - 「CHIBAユニフォーム」をマイナーチェンジ。胸番号・背番号・選手名ロゴは、同時にマイナーチェンジされたホーム・ビジター用と同様のタイプに変更。前年と同様に「サンライズレッド」をメインカラーとしており、両肩から脇の部分に黒の太いラインが入っている。キャップ、パンツの裾部分に赤いドット調をあしらうことで波しぶきを新たに表現したことが大きな特徴。右袖に本拠地・ZOZOマリンスタジアムのある千葉市、秋季キャンプ地である鴨川市のほか、県内での二軍試合を開催する8都市、合計10都市の名前入りロゴを試合別で掲出する[190]。2018年は二軍試合開催地が1都市増加し、合計11都市を掲出[191]。
- 2020年 - 2021年 - 両肩から脇の部分の黒の太いラインを廃止し、ユニフォームやキャップの全面に「サンライズレッド」を施すデザインを使用[192]。
- 2022年 - 大幅なリニューアルを行った。白のホーム、黒のビジターユニフォームのレガシーを継承し、グレーに変更。選手名は黒、背番号を白とし、ユニフォームの左胸と帽子に1992年のロゴマークを再構築した白の「CLM」のロゴマークが入れられ、両袖口に黒のライン、左袖には千葉移転30周年を記念したロゴマークが入れられた[193]。

#### CLMユニフォーム
2022年までの「ALL FOR CHIBAユニフォーム」を2023年に「CLMユニフォーム」へ名称を変更した。
- 2023年 - 2022年の「ALL FOR CHIBAユニフォーム」のベースは同じだが、胸番号・背番号・選手名・ロゴは、ホーム・ビジター用と同様のタイプに変更された。千葉移転30周年記念ロゴを廃止し、ボタンの色を黒に変更された。両袖口のラインは、ビジターと同様の3色のラインデザインに変更された。パンツのラインにも同様の3色のラインを使用した[194]。

#### NEO CLASSIC EDITIONユニフォーム
2023年までに着用していた「CLMユニフォーム」からデザインとコンセプトを一新した。「球団の歴史にリスペクトを持ちながら、新たな時代への挑戦を模索していく、これまでとこれからのマリーンズを体現する」というコンセプトのユニフォーム。
- 2024年 - 上下共にチャコールを基調とし、胸番号・背番号・選手名・ロゴの色は、メタリックシルバー（黒で縁取り）を採用。毎日オリオンズ時代のロゴをモチーフに、ブラックレターフォントを採用し、左胸のロゴは「CLM」の新たなロゴになった。[195]。キャップは黒色で文字はメタリックシルバーで新たなロゴ。

#### マリンフェスタユニフォーム
「月1回のファン感謝デー」をテーマに、毎月1試合で特別ユニフォームを着用して試合を行い、試合の前後に選手がトークショーやサイン会などのファンサービスを行うイベントで着用する。
- 2015年 - 「若手の多いチームの持つ元気さ爽やかさ」「ロッテの本拠地・QVCマリンフィールドのある千葉・幕張の海のイメージ」を表現した「マリンブルー」をメインカラーに使用した限定ユニフォームを着用[196]。胸ロゴは「Marines」で、胸番号・背番号・選手名ロゴはホーム・ビジター用とは異なる字体を採用。脇から袖の部分に黒いラインが入る。
- 2016年 - 前年同様の2コンセプトに加え、「海の上に広がる空」をイメージした青と白色を基調とし裾に向かって薄くなるグラデーションタイプのユニホームを使用。ロッテがグラデーションタイプのユニフォームを採用するのは、2008〜2009年に使用されたビジターユニフォーム以来となる。ビジターユニフォームと同じ形の黒いカットラインが入る[197]。
- 2017年 - 胸の「Marines」ロゴは海をイメージした青い迷彩柄の中に白いカモメのイラストをデザイン。同年の「CHIBAユニフォーム」と同様、キャップ、パンツの裾部分に青いドット調をあしらうことで波しぶきを新たに表現している。「CHIBAユニフォーム」と共に、胸番号・背番号・選手名ロゴは、同時にマイナーチェンジされたホーム・ビジター用と同様のタイプに変更[198]。
- 2018年 - 井口資仁監督就任1年目から「波に乗り」「ウェーブ」を巻き起こすという気持ちを込めて、力強い波をベースにチームの象徴であるカモメを全体にあしらったデザイン。胸の「MARINES」ロゴは前年までと異なって全て大文字となり、ロッテオリオンズ誕生50年目のシーズンを記念して、1969年にロッテオリオンズとして最初に登場したユニフォームのアーチ型ロゴをモチーフとしたデザインに変更[199]。
- 2019年 - 本拠地ZOZOマリンスタジアムをイメージした淡いブルーを基調に、白のストライプを球団の象徴として採用しストライプの細部に数多くのカモメを入れたデザインとし、背ネームには親近感を高めるべくニックネームを表記する[200]。
- 2020年 - 本拠地ZOZOマリンスタジアムをイメージしたブルー色にチームカラーであるホワイトを合わせ爽やかな幕張の海と青空を表現したものとし、背ネームのニックネームは一般から公募した[201]。キャップやヘルメットをユニフォームと同じブルーに統一。

#### 夏季限定ユニフォーム
- 1998年、初めて通常のホームユニフォームをノースリーブとしたノースリーブユニフォームを夏季に使用した。

MAKUHARI SUMMER STADIUM
- 2018年7月7日 - 9月2日にかけてのホーム7試合・ビジター6試合にて、オーストラリアのサーフブランド・ビラボン（en）によるパンダナスをモチーフとしたボタニタル柄デザインのユニフォームを着用。
- 2019年7月7日 - 8月12日にかけてのホーム7試合・ビジター6試合にて、ビラボンによるハワイをテーマに「TRADEWINDS（貿易風）」のコンセプトで貿易風がもたらす自然や文化をヴィンテージ風に表したデザインのユニフォームを着用。

BLACK SUMMER WEEKEND
2021年よりチームカラーの黒を基調とした夏季限定のユニフォームを着用。
- 2021年7月2日 - 8月15日のホーム9試合にて、「魅惑のボールパークで自由に遊ぶ、特別な夏」をコンセプトにチーム名・背番号部・帽子のマーク部にミントカラーをあしらったユニフォームを着用。
- 2022年7月16日 - 8月14日のホーム9試合にて、「心躍る、夏のボールパーク」をコンセプトにチーム名・背番号部・帽子のマーク部に夏の夜空に映えるイメージのライトパープルをあしらったユニフォームを着用。

BLACK SUMMER WEEK
BLACK SUMMER WEEKENDと変わらずチームカラーの黒を基調とした夏季限定のユニフォームを着用。昨年までは、週末限定で着用されていたが2023年から平日の着用も行うということで名称を変更された。
- 2023年7月6日 - 8月13日のホーム15試合にて、チーム名・背番号部・帽子のマーク部にさまざまな色彩に染まる夕焼けの空とビーチをイメージのグラデーションカラーをあしらったユニフォームを着用。
- 2024年7月12日 - 8月12日のホーム15試合にて、「マリーンズの伝統と、勝ちへの情熱を表したデザインと一緒に、カラフルに夏を楽しもう」をコンセプトに、ブラックの生地にかもめのシルエットをモチーフにしたパターンが入り、チーム名・背番号部・帽子のマーク部にオリーブグリーン、ピンクを加えたカラーをあしらったユニフォームを着用。帽子のマークは胸の「Marines」ロゴに合わせ変更された。

#### MOTHER’S DAY（母の日）ユニフォーム
乳がん撲滅の啓発を目的としたピンクリボン活動のPRとして、ピンク色がユニフォームの一部に取り入れられ、年に一度「MOTHER’S DAY」と題してイベントが行なわれる際に着用される。ピンクリボンデザインのベースが使用される。
- 2021年5月9日の母の日に初めて「ピンクユニフォーム」を着用した。ホームユニフォームをベースとしてロゴ・背番号・胸番号・選手名・帽子のマーク部がピンク色となったユニフォームを着用。右袖にはピンクリボンが入る[207]。
- 2022年5月8日の母の日に、ホームユニフォームをベースとして両袖にピンク色を取り入れフランクミュラーの腕時計の文字盤に使用しているビザン数字を散りばめたデザインを採用し、背番号・胸番号にもビザン数字へ変更されたユニフォームを着用[208]。

### 先祖返りのユニフォーム
「千葉ロッテマリーンズ」となった1992年、広告代理店の博報堂がデザインを担当し、「今までのプロ野球にない色使い」を重視し、チームのイメージカラーとしてピンクが採用された。球団旗・ペットマーク・ユニフォームにピンク色は採用され、明るいパステル調のこのピンクは「サンライズ・ピンク」と名付けられ、「陽気さ・親しみやすさ・楽しさを表し、未来へと広がる千葉のイメージをも表している」と説明された。ビジター用ユニフォームの地色となった水色も「カレントブルー」と名付けられ、「千葉県沖合における親潮と黒潮のぶつかり合い」と定義付けられた。
- OBの小宮山悟が2018年に『ベースボールマガジン』のインタビューに語った内容によると、初代ユニフォームの選定段階ではいくつかのカラーパターンが選手側に提示され、その中でエメラルドグリーンが一番人気を集めたという。しかし結果的にはオーナー代行の重光昭夫の鶴の一声でピンクに決まり選手は一様に落胆した、と振り返っている[注釈 49]。

ところが、1995年に監督に就任したボビー・バレンタインはピンクの「Marines」ロゴが入ったユニフォームを「戦う者の着るユニフォームではない」と批判。そのためユニフォームの変更を余儀なくされたが、その時に広岡GMの提案で出来たのが、白地に黒の縦縞で、左胸には黒に銀の縁取りが施された“M”一文字の入ったユニフォームであった（2005年に「戦」と名付けられたユニフォームに当たる）。全体的に毎日創立時のデザインと似通っていたため、「先祖がえりともいわれ、多くのファンに歓迎された。」と、綱島理友の書籍『プロ野球ユニフォーム物語』に、先述の変更へのいきさつとともに記述されている。
- ただし、小宮山悟が前述のインタビューに語った内容によると、上記の批判をしたのはフリオ・フランコであるという。

### ファームユニフォーム （2軍）
- 2024年、NPBでは千葉ロッテが初めて、通年使用のファーム用のホームユニフォームを導入した。導入経緯として、ホームユニフォームに「重み」を出したいということで、吉井監督の発案で導入することとなった。主にホーム主催試合で着用するが、春季キャンプおよび練習試合やオープン戦などでは全員が着用するため、吉井監督や一軍コーチ・チームスタッフのものも用意されている。白を基調とし、左胸には黒の「M」ロゴが入り、首元、両袖口にはビジター用と同様「勝利への挑戦」を意味する黒、「勝利の熱狂」を意味する白、「勝利の結束」を意味するグレーの3色のラインデザイン、パンツにも同様の3色のラインを使用した[211]。一方ビジター用は一軍と共通のものを引き続き着用する。
  - この結果、一軍出場が不可能な育成選手の一軍用ホームユニフォームは、実戦で着用できないことから、入団発表やイベント出席時に着用が限定されるものとなった。

### その他
- 2012年8月17日 - 8月19日の日本ハム戦（札幌ドーム）で、日本ハムがブラックを基調とした特別ユニフォームを着用するのに伴い、普段のブラックのビジター用ユニフォームではなく、ホーム用のストライプユニフォームを着用。2017年は宮城球場で東北楽天が黒のユニフォームを着用するのに伴い、通常のホームユニフォームを着用した。
- 「ブラックブラック」と呼ばれるイベント[注釈 51]で、ホームの試合で普段のホーム用のストライプユニフォームではなくビジター用ユニフォームを着用する試合を2014年から毎年1から3試合程度行っている[注釈 52]。 2015年と2016年の対戦相手だった福岡ソフトバンクホークスはビジター用ユニホームが同じ配色だった為、ホーム用ユニフォームでプレイしている。
  - いずれの事例も、パ・リーグではビジターユニフォームでも広告入りが認められているため、既存のホーム用ユニフォームの流用が容易だったという事情がある。
  - 一方、セ・リーグやセ・パ交流戦ではビジターユニフォームの広告が認められていないため、ビジターでホーム用ユニフォームやサードユニフォームを、ホーム・ビジター共通デザインの企画ユニフォーム（復刻版など）を着用する場合は、広告のないものを別途作成する必要が生じる。同様にセ・リーグやセ・パ交流戦でビジター用ユニフォームをホームゲームで着用する場合は別途広告入りを着用した事例があった（2024年の横浜DeNAベイスターズなどで実例あり）。ただし、2025年セ・パ交流戦のDeNA主催日本ハム戦では、DeNAの企画ユニフォームの色が日本ハムのビジター用と被ることによる視認性の問題と、日本ハムの広告なしのホームユニフォーム作成が間に合わなかったことから、特例で広告入りのホームユニフォームを着用が認められた。

## 球団旗の変遷
- 1950年 - 1970年 - 上から赤・白・青のトリコロール、左端に☆を三つ。中央の白の部分に黒文字で「Orions」とロゴが染め抜かれた。その後も3回の球団名変更後もそのまま使用される。
  - ちなみに、このトリコロールは当時の親会社・毎日新聞社のグループ企業にも波及しており毎日放送やスポーツニッポン新聞社の社旗にも採用されている（但し、両社とも上部は赤ではなく濃い橙色）。
- 1971年 - 1991年 - ロッテが正式な親会社となるが、球団名は変わらなかった。おおまかなデザインはそのままだが中央の「Orions」の左に赤文字で「LOTTE」のロゴが入る。
- 1992年 - 1994年 - 球団名が千葉ロッテマリーンズとなる。白地にマリーンズのロゴ（MARINESが筆記体で描かれており、その下にCHIBA・LOTTEの文字）、そして下の部分は当時のユニフォームの基調の色にも採用された「サンライズピンク」と「カレントブルー」のツートンライン。「千葉沖の海流のぶつかり合い」をイメージ。
- 1995年 - 現在 - シルバーを地色に、上に黒文字で小さく「CHIBA LOTTE」、その下に大きく「Marines」ロゴ。右斜め上に球団のマスコットにも使われているカモメを1羽。

## プライマリーマークの変遷
- 1950年 - 1957年 - 毎日オリオンズが結成され、左から青・白・赤のラインのデザインを採用。
- 1958年 - 1963年 - 球団名が毎日大映オリオンズとなる。左から青・白・赤のラインデザインを背景に、それぞれの色の上部に黄色の「★」を配置。真ん中に黄色で「Orions」の文字。
- 1964年 - 1968年 - 球団名が東京オリオンズとなる。バットを持った桃太郎のようなキャラクターを真ん中へ配置。それを囲むように、赤の文字で上に「TOKYO」下に「Orions」を配置。右と左に赤の「★」を配置。全体は円形のデザイン。ロッテオリオンズへの改名後は「TOKYO」を「LOTTE」に改めたものが1971年のアメリカ春季キャンププログラムの表紙で使用され、1974年時点の「ロッテオリオンズ子供の会」の会員証にも違うポーズのものが描かれていたが、どの時点まで使用されていたかは不明。
- 不明 - 1991年 - どの時点で使用が開始されたかは不明。バブル坊やを真ん中へ配置し、上から赤・白・青のラインデザインを背景に、一番下に「LOTTE Orions」の文字を配置。文字色は「LOTTE」は赤「Orions」は白。全体は四角のデザイン。
- 1992年 - 1994年 - 球団名が千葉ロッテマリーンズとなる。帆船を真ん中へ配置し、背景はピンク。その下にカモメが1羽。カモメの下に海をイメージした青色。それを囲むように青の文字で左上に「CHIBA」右上に「LOTTE」下側に「MARINES」をそれぞれ配置。全体は円形のデザイン。
- 1995年 - 2019年 - 真ん中に野球ボールと黒と黄色で描いた大きなカモメが1羽、カモメの頭側（左上）に「MARINES」カモメの足側（右下）に「CHIBA LOTTE」それを囲むように濃いピンクの円が描かれている。
- 2020年 - 現在 - 球団設立70周年を機に、マイナーチェンジを行った。野球ボール・カモメ・文字など配置変更は無いが、カモメに沿って描かれていた黄色のラインを廃止し、ボールの縫い目のデザインを変更し、濃いピンクで描かれていた円を黒へ変更。全体的に以前よりシンプルになった。

## スポンサー
- ユニフォーム右袖 LOTTE（1992年度 - 。ビジター用ユニは1992年度 - 2013年度、2019年度 - ）
- ユニフォーム左袖 ちば興銀（2023年度 - ）
- ユニフォーム右胸 Gungho（2017年度 - ）
- パンツ右側 フクダ電子（2018年度 - ）
- ヘルメット LOTTE、新昭和（2020年度 - ）
- キャップ左側 '47（2020年度 - ）

## 歴代本拠地
- 1950年 - 1962年 後楽園球場 ※1
- 1962年 - 1972年 東京スタジアム ※1
- 1973年 - 1977年 宮城球場 ※2
- 1978年 - 1991年 川崎球場
- 1992年 - 千葉マリンスタジアム ※3

※1 1962年5月まで後楽園を使用、同年6月より東京スタジアムへ移転。
※2 東京スタジアムの閉鎖に伴う暫定処置。1973年シーズンは地域保護権を東京都に置き、宮城球場と首都圏の他球団本拠地などで主催公式戦を行った（このため名目上の専用球場としての届け出はこの年できなかった）。同年12月21日の実行委員会で翌1974年から暫定的に保護地域を宮城県に移転することが決まり、1974年から1977年の間は同県を保護地域とした。しかし球団事務所は従来と同じく東京都に置き、試合の開催方法も1973年とほぼ同様だった。
※3 呼称は2011年3月から2016年11月までは「QVCマリンフィールド」、2016年12月からは「ZOZOマリンスタジアム」
埼玉県さいたま市南区には二軍本拠地としてロッテ浦和球場が存在する。

## 歴代監督
※太字はリーグ優勝、◎は日本一
|                      | 代                             | 氏名            | 就任          | 退任                                                       | 備考                                          |
| -------------------- | ------------------------------ | --------------- | ------------- | ---------------------------------------------------------- | --------------------------------------------- |
| 毎日オリオンズ       | 1                              | 湯浅禎夫◎       | 1950年        | 1952年7月27日                                              | 1950年のみ選手兼任監督 ここから毎日オリオンズ |
| 毎日オリオンズ       | 2                              | 別当薫（第1次） | 1952年7月30日 | 1952年                                                     | 選手兼任監督                                  |
| 毎日オリオンズ       | 3                              | 若林忠志        | 1953年        | 1953年                                                     |                                               |
| 毎日オリオンズ       | 4                              | 別当薫（第2次） | 1954年        | 1959年                                                     | ここから毎日大映オリオンズ                    |
| 毎日大映オリオンズ   | 4                              | 別当薫（第2次） | 1954年        | 1959年                                                     | ここから毎日大映オリオンズ                    |
| 5                    | 西本幸雄                       | 1960年          | 1960年        |                                                            |                                               |
| 6                    | 宇野光雄                       | 1961年          | 1962年        |                                                            |                                               |
| 7                    | 本堂保次                       | 1963年          | 1965年        | ここから東京オリオンズ                                     |                                               |
| 7                    | 本堂保次                       | 1963年          | 1965年        | ここから東京オリオンズ                                     | 東京オリオンズ                                |
| 8                    | 田丸仁                         | 1966年          | 1966年        |                                                            |                                               |
| 9                    | 戸倉勝城                       | 1967年          | 1967年8月14日 |                                                            |                                               |
| 10                   | 濃人渉                         | 1967年8月15日   | 1971年7月23日 | ここからロッテオリオンズ 1971年7月24日から終了まで二軍監督 |                                               |
| 10                   | 濃人渉                         | 1967年8月15日   | 1971年7月23日 | ここからロッテオリオンズ 1971年7月24日から終了まで二軍監督 | ロッテオリオンズ                              |
| 11                   | 大沢啓二                       | 1971年7月24日   | 1972年        | 1969年から1971年7月23日まで二軍監督                        |                                               |
| 12                   | 金田正一（第1次）◎             | 1973年          | 1978年        |                                                            |                                               |
| 13                   | 山内一弘                       | 1979年          | 1981年        |                                                            |                                               |
| 14                   | 山本一義                       | 1982年          | 1983年        |                                                            |                                               |
| 15                   | 稲尾和久                       | 1984年          | 1986年        |                                                            |                                               |
| 16                   | 有藤道世                       | 1987年          | 1989年        |                                                            |                                               |
| 17                   | 金田正一（第2次）              | 1990年          | 1991年        |                                                            |                                               |
| 千葉ロッテマリーンズ |                                |                 |               |                                                            |                                               |
| 18                   | 八木沢荘六                     | 1992年          | 1994年        | ここから千葉ロッテマリーンズ                               |                                               |
| 19                   | ボビー・バレンタイン（第1次）  | 1995年          | 1995年        |                                                            |                                               |
| 20                   | 江尻亮                         | 1996年          | 1996年        |                                                            |                                               |
| 21                   | 近藤昭仁                       | 1997年          | 1998年        |                                                            |                                               |
| 22                   | 山本功児                       | 1999年          | 2003年        |                                                            |                                               |
| 23                   | ボビー・バレンタイン（第2次）◎ | 2004年          | 2009年        |                                                            |                                               |
| 24                   | 西村徳文◎                      | 2010年          | 2012年        |                                                            |                                               |
| 25                   | 伊東勤                         | 2013年          | 2017年        |                                                            |                                               |
| 26                   | 井口資仁                       | 2018年          | 2022年        |                                                            |                                               |
| 27                   | 吉井理人                       | 2023年          |               |                                                            |                                               |

1. ↑  日付はシーズン途中で就任した場合のみ記載。
2. ↑  日付はシーズン途中で退任した場合のみ記載（休養は含まない）。その他は原則として年度末退任。
3. ↑  登録上は総監督。1952年は平和台事件の責任を取り辞任。
4. ↑  登録上は1950年 - 1952年も監督だが、実際の指揮は総監督の湯浅が執っており、公式記録上も湯浅が監督として扱われている。1952年は平和台事件の責任を取り、湯浅と共に7月27日までで辞任。
5. ↑  1965年は6月17日から7月1日まで病気休養。その間は濃人渉が代行。
6. ↑  1967年は6月20日から7月31日まで休養。その間は濃人渉が代行。その後、8月14日に解任。
7. ↑  1971年は7月13日の放棄試合の責任を問われ、7月23日に二軍監督に降格。
8. ↑  1975年は4月23日から5月5日まで病気療養。その間高木公男が代行。
9. ↑  1990年は6月24日から30日間の出場停止処分を受けたため、その間は徳武定之が代行。
10. ↑  1994年は8月2日から休養、残り試合は中西太が代行。
11. ↑  1996年は8月23日から25日まで病気療養、その間は江藤省三が代行。
12. ↑  レギュラーシーズン2位からプレーオフを制してパリーグ1位。
13. ↑  優勝は達成無し、クライマックスシリーズを制して日本一を達成。

## 永久欠番

マリーンズファンの背番号26

- 26 マリーンズファン（2005年 - ）- 千葉ロッテマリーンズは2005年度以降、背番号26を東北楽天ゴールデンイーグルスの10番同様にファンのための欠番としている（ベンチ入り25人に次ぐ「26番目の戦士」の意）。最後に26を付けた選手は酒井泰志（2003年 - 2004年）。試合中はダッグアウトの壁に、個人ネームがなく背番号26だけが付いたユニフォームシャツがハンガーで掛けられており、試合に勝った時には、ヒーローインタビューを受けた選手が、ファンへの感謝を込めてそのユニフォームをファンの前に掲げる（マスコットのマーくんが掲げることもある）。2006年からはこれにちなみ、ファンクラブ制度を大幅にリニューアル、TEAM26と命名する。

## 沢村栄治賞受賞者
沢村栄治賞は、2024年シーズン終了時点の現存する12球団ではロッテのみ未選出である。過去には小野正一、村田兆治が沢村賞クラスの活躍をしたが当時、パシフィック・リーグは沢村賞の選考対象外だった為、受賞できなかった。

## 三冠王（投手・打者）

### 投手三冠王
2024年シーズン終了時点で達成者はいない。

### 打者三冠王
ロッテでの三冠王の達成者は1人。また、落合博満が日本人打者史上初の複数回達成し、日本プロ野球史上初および日本プロ野球最多記録となる3回三冠王を達成している。2024年シーズン終了時点で3回達成者は落合のみ。
- 落合博満 ：3回（1982年、1985年、1986年）※最多記録

## 最優秀選手受賞者（複数回）

### 投手の複数回受賞者
2024年シーズン終了時点で複数回受賞の達成者はいない。

### 打者の複数回受賞者
ロッテの打者で最優秀選手を複数回受賞しているのは1人。
- 落合博満 ：2回（1982年、1985年）

## 主な歴代の球団歌・応援歌
- 戦う男達のテーマ（1960）
- わがオリオンズ（毎日球団の歌）
- われらロッテ親衛隊
- ビバ!オリオンズ!
- We Love Marines
- マリンに集う我ら
2010年に作られ、当時の千葉マリンスタジアムでの試合開始前に流れていたが、2011年3月に球場名がQVCマリンフィールドに変更後は少なくなったが7月に復活し、2012年から2014年は7回裏攻撃前に流れ、2015年は試合開始前、2016年は5回終了後とビジターユニで開催時の試合開始前に流れ、2017年と2018年も同じく、2018年以降は9回終了後の延長戦入る前に流れるほか、2019年は試合終了後に勝利した場合に流れる。
- マリンフィールドの風
- 千葉、心つなげよう
- ONE HEART MARINES

## 主なキャンプ地
- 鹿児島市県立鴨池球場ほか（1972年 - 1995年、1997年 - 2007年）
- アメリカ合衆国・アリゾナ州スコッツデール（1993年 - 1994年）
- アメリカ合衆国・アリゾナ州ピオリア（1995年 - 1998年）
- オーストラリア・ジーロング（2006年 - 2007年）
- 沖縄県石垣市石垣市営球場（2008年 - 、一軍第1次春季キャンプ）
- 沖縄県糸満市糸満市西崎球場（2022年 - 、一軍第2次春季キャンプ[217]）
- 千葉県鴨川市鴨川市営球場（秋季キャンプ）
- 鹿児島県薩摩川内市総合運動公園（二軍春季キャンプ）
- 宮崎県都城市都城運動公園野球場（2025年 - 、二軍春季・秋季キャンプ[218][219]）

## 主なトピック

### 最長試合
1969年10月10日、日本生命球場での近鉄バファローズ戦のダブルヘッダー第2試合は試合時間が5時間15分（4-4のまま決着付かず延長13回、当時の規則に基づき時間切れ引き分け）となり、当時の最長試合時間となった。5時間超えは当時の日本プロ野球史上初の出来事でもあった。
のちに日本最長記録は更新（全てセントラル・リーグ、またはセ・パ交流戦）されているが、2009年7月2日、西武ドームでの埼玉西武ライオンズ戦では、セ・パ交流戦を除いたパ・リーグの公式戦では当時歴代最長となる延長12回、5時間42分を戦い9-8で勝利した。
ポストシーズンでは1981年のプレーオフ、川崎球場での日本ハムファイターズとの第1戦では9回の最長試合時間記録である5時間17分を戦い4-4の引き分けに終わった。2010年の日本シリーズ、ナゴヤドームでの中日ドラゴンズとの第6戦では延長15回、5時間43分を戦い、2-2で引き分け、日本シリーズにおける歴代最長試合時間記録を35年ぶりに塗り替えている。

### 幻の合併計画
現在の千葉ロッテマリーンズの前身である毎日オリオンズは1949年に創設され、1957年に大映ユニオンズと合併し、その後経営権の移転や改称などを経て現在に至るが、同年以降、プロ野球再編に絡むなどして球団合併構想に巻き込まれたことが2度ある。
1973年、日拓との合併構想
1973年、ロッテオリオンズはジプシー時代最初のシーズンを終えた。一方、ロッテと同じく東京都を保護地域としていた東映フライヤーズはオーナー企業の経営難等により、同年2月7日に球団の経営権が東映から日拓ホームに譲渡され「日拓ホームフライヤーズ」に改称したが、同年もパ・リーグは観客動員の面では苦戦を強いられた（ただ同年、ロッテはパ史上最多の観客動員を記録している）うえ、プレーオフを制して日本シリーズに進出した南海ホークスも読売ジャイアンツ（巨人）の前に1勝4敗で敗れ、巨人のV9を許した。この当時の状況に、日拓のオーナー・西村昭孝はシーズン終了後「パ・リーグに将来性はない」と判断、日拓とロッテを合併し、1リーグ制へ移行を画策し始めた。
当時ロッテはジプシー生活を強いられて首都圏で常時主催試合を開催できる環境を求めていた。ロッテのオーナー・重光武雄も球団経営にあまり執心がないと臆測され、合併調印は時間の問題といわれていた。関西でも球団合併構想が取り沙汰され、「10球団1リーグ化へ」などと先走った報道もなされた。
重光はこの合併を否定して合併もほどなく破談となり、球界に嫌気がさした西村は球団経営権を日本ハムに売却、事態は収束した。詳細はプロ野球再編問題 (1973年)を参照。
2004年の球界再編問題
2004年には大阪近鉄バファローズとオリックス・ブルーウェーブの合併構想に端を発し、1リーグ制移行に加え、球団数が奇数となるためさらに球団数削減が取り沙汰される再編問題が勃発した。詳細はプロ野球再編問題 (2004年)を参照）。
この過程でロッテは当時親会社ダイエーの経営難から、球団の維持が困難といわれていた福岡ダイエーホークスに合併を申し入れたことが判明。オーナー企業はロッテ、本拠地は福岡ドーム、二軍の本拠地に千葉マリンスタジアムとし、球団名は「福岡ロッテホークス」とするなど、具体案も報じられたが、結局実現には至らなかった。ロッテと西武ライオンズを合併して「ロッテライオンズ」、ロッテとヤクルトスワローズを合併して「ロッテスワローズ」とする構想もあったが、これも西武とヤクルトが単独での球団保有を表明したため、実現しなかった。
結局、同年オフにダイエーは産業再生機構の支援を受けて経営再建を図ることとなり、ホークスはソフトバンクに売却されて福岡ソフトバンクホークスとなった。
ロッテ本社は1971年から球団を保有しており（球団名のスポンサーとしては1969年から）、2005年現在、パ・リーグの現存6球団の中では最も古くから経営権を所有している。
福岡移転問題はこれが最初ではなく、川崎球場時代の1984年に稲尾和久が監督に就任した際、平和台野球場への移転の実現を前提として就任を受諾したとされているが、このときも本拠地の移転は実現しなかった。

### 幻となったダイエーへの球団売却構想
ロッテは1980年代後半に当時のオリオンズ球団の身売りを検討した事がある。1987年に2年前（1985年）の阪神タイガース優勝を機にプロ野球の球団経営に興味を持っていた流通大手のダイエーに接触。ロッテとダイエー両社による会談に加え、行政への根回し、ダイエー各店舗におけるロッテ商品取扱を増やすバーター取引、更には神戸市または福岡市（後者への移転が有力視されていたが、福岡移転計画浮上時でも前者もサブフランチャイズとして検討された）への本拠地移転も検討するなど、オリオンズ球団の売却は確実の段階にまで来ていたものの、合意寸前でロッテが球団保有を継続して別の本拠地に移転する方針に変更したため、ロッテの売却は中止となり、福岡移転・神戸サブフランチャイズ化は実現されなかった。
しかし、ロッテの球団売却中止の直前に、他企業へのホークス球団譲渡を模索していた南海電気鉄道では、ダイエーが球界参入を検討しているという情報を得ると、同社とダイエー両社のメインバンクだった三和銀行（現・三菱UFJ銀行）に仲介を依頼。その結果、ダイエー社長の中内㓛は買収先をロッテオリオンズより変更して南海ホークスの買収を決断。オリオンズに変わってホークスが福岡に移転する形でダイエー念願の球団保有が実現した。

### 悪夢の18連敗
1998年、6月13日から7月8日までの19試合で日本プロ野球ワースト新記録となる18連敗（途中1引き分けを挟む）を喫した。球団公式サイトのチームヒストリーでも「悪夢の18連敗」と記されている。
| 試合日  | ビジター   | スコア   | ホーム     | 備考     | 開催球場   | 勝敗 | 責任投手     |
| ------- | ---------- | -------- | ---------- | -------- | ---------- | ---- | ------------ |
| 6月12日 | オリックス | 1 - 2    | ロッテ     |          | 千葉マリン | ○    | 黒木知宏     |
| 6月13日 | オリックス | 6 - 4    | ロッテ     |          | 千葉マリン | ●    | 小宮山悟     |
| 6月16日 | ロッテ     | 8 - 12   | 近鉄       |          | 藤井寺     | ●    | 竹清剛治     |
| 6月17日 | ロッテ     | 6 - 9    | 近鉄       |          | 藤井寺     | ●    | 近藤芳久     |
| 6月18日 | ロッテ     | 5 - 7x   | 近鉄       | 延長11回 | 藤井寺     | ●    | 竹清剛治     |
| 6月19日 | ロッテ     | 0 - 7    | 日本ハム   |          | 東京ドーム | ●    | 小宮山悟     |
| 6月20日 | ロッテ     | 2 - 3    | 日本ハム   |          | 東京ドーム | ●    | 黒木知宏     |
| 6月21日 | ロッテ     | 10 - 11x | 日本ハム   |          | 東京ドーム | ●    | 黒木知宏     |
| 6月23日 | ロッテ     | 0 - 4    | 西武       |          | 富山市民   | ●    | 薮田安彦     |
| 6月24日 | ロッテ     | 5 - 6x   | 西武       | 延長11回 | 富山市民   | ●    | 竹清剛治     |
| 6月26日 | 近鉄       | 3 - 1    | ロッテ     | 延長11回 | 千葉マリン | ●    | 藤田宗一     |
| 6月27日 | 近鉄       | 3 - 1    | ロッテ     |          | 千葉マリン | ●    | 武藤潤一郎   |
| 6月28日 | 近鉄       | 6 - 2    | ロッテ     |          | 千葉マリン | ●    | クロフォード |
| 6月30日 | 西武       | 5 - 5    | ロッテ     | 延長12回 | 福井県営   | △    | --           |
| 7月1日  | 西武       | 7 - 4    | ロッテ     |          | 石川県立   | ●    | 礒恒之       |
| 7月3日  | ダイエー   | 4 - 3    | ロッテ     |          | 千葉マリン | ●    | 小宮山悟     |
| 7月4日  | ダイエー   | 10 - 7   | ロッテ     | 延長11回 | 千葉マリン | ●    | 礒恒之       |
| 7月5日  | ダイエー   | 10 - 3   | ロッテ     |          | 千葉マリン | ●    | クロフォード |
| 7月7日  | ロッテ     | 3 - 7x   | オリックス | 延長12回 | GS神戸     | ●    | 藤田宗一     |
| 7月8日  | ロッテ     | 4 - 6    | オリックス |          | GS神戸     | ●    | 薮田安彦     |
| 7月9日  | ロッテ     | 9 - 6    | オリックス |          | GS神戸     | ○    | 小宮山悟     |

### 1試合最多得点完封勝利試合
2005年の開幕2連戦、ロッテはこの年に新規参入した東北楽天ゴールデンイーグルスを本拠地の千葉マリンに迎えて対戦した。
開幕戦となった3月26日の1回戦は1-3で敗れ楽天に球団初白星を献上。だが翌27日の2回戦はロッテが一方的にゲームを展開し、26-0で圧勝した。打っては楽天の6投手から24安打14四死球を記録し、とりわけ2回には10者連続得点を含んで一挙11点を挙げるなど終始攻撃の手を緩めず、守っては先発の渡辺俊介が相手打線を1安打1四球に抑え込んだ上、その許した走者をいずれも併殺で退け、結局打者27人で完封勝利を記録した。
26点差での完封勝利は1946年7月15日、富山県の高岡工業専門学校グラウンドでの公式戦で近畿グレートリングがゴールドスターを相手に同じく26-0で大勝して以来、完封試合では実に59年ぶりとなる日本プロ野球史上最多得点及び得点差のタイ記録で、2リーグ分立後初の快挙となった。1試合最多得点の球団記録も、毎日時代の1950年5月31日に対東急フライヤーズ戦で記録した23得点を55年ぶりに更新した。
|        | 1 | 2  | 3 | 4 | 5 | 6 | 7 | 8 | 9 | 計 |
| ------ | - | -- | - | - | - | - | - | - | - | -- |
| 楽天   | 0 | 0  | 0 | 0 | 0 | 0 | 0 | 0 | 0 | 0  |
| ロッテ | 2 | 11 | 1 | 0 | 1 | 4 | 0 | 7 | x | 26 |

### 韓国での公式戦開催構想
ロッテと福岡ダイエーホークス（当時）は日本プロ野球の東アジアでの市場拡大を視野に、2004年シーズン中から韓国と台湾での公式戦開催について検討を行ってきた。その結果、翌2005年シーズンの6月28日と29日の2日間、日本プロ野球史上2度目となる日本国外での公式戦として韓国での開催が決定。カードはロッテ主催の対ソフトバンク2連戦とし、釜山の社稷（サジク）野球場、ソウルの蚕室（チャムシル）総合運動場野球場で各1試合を開催する予定だった。しかし、首都のソウルでの試合が予定されていた蚕室野球場での開催が困難となり（韓国プロ野球のLGツインズと斗山ベアーズの2チームが本拠地として使う球場のため、全く空き日がない）、代替としてソウルの衛星都市である仁川の文鶴（ムナク）野球場での開催に変更したものの、当時の韓国プロ野球人気の低迷から採算が取れないと判断され、開催は断念せざるを得なくなった。
だが、この開催中止がきっかけとなり、同年夏に新たなファンサービス企画「360度全席自由席」が生まれることとなる（詳細は前述）。

### 1イニング最多記録を7つ樹立
ロッテは2009年6月11日の対広島東洋カープ4回戦（千葉マリン）で、6回裏に延べ20人の猛攻で15点を挙げ、チーム1イニングの攻撃に関する7つのプロ野球記録（チーム記録6、個人記録1）を樹立した（以下の太字は新記録及びタイ記録）。
1イニング12安打は史上2位タイで、最多記録に1本及ばなかったものの打者2巡・1イニング打者20人はこれまでの18人を更新する新記録。1イニング15得点、1イニング15打点も、過去にセ・リーグで通算4回記録された13得点・13打点を上回った。打者3人目の井口資仁から15人目の里崎智也まで3四死球を挟んで記録した10打数連続安打は、通算3回目となる当時の最多連続タイ記録。加えて里崎の後にはチェイス・ランビンと今江敏晃も死球と失策で出塁し、過去の13者連続を更新する15者連続出塁の新記録（失策による出塁を含む参考記録）。この間、井口からランビンまで記録した14連続得点も、1992年7月26日にオリックス・ブルーウェーブが対福岡ダイエーホークス21回戦（GS神戸）で記録した12連続を17年ぶりに更新する新記録となった。
この回先頭の福浦和也は2打席目に代走を送られたが、続く大松尚逸が日本プロ野球史上初の1イニング3打席を記録した。だが、2打席目で2点適時二塁打を放ったものの1打席目と3打席目では凡打に倒れた。
結局、ロッテの6回裏の攻撃は約48分にも及び、試合は23-2でロッテが圧勝した。ロッテが挙げた23得点は、セ・パ交流戦開催1シーズン目の2005年6月12日に読売ジャイアンツが対西武ライオンズ6回戦（東京ドーム）で、記録した19得点を更新するセ・パ交流戦最多得点の新記録となり、交流戦初の20得点以上を記録した。
|        | 1 | 2 | 3 | 4 | 5 | 6  | 7 | 8 | 9 | 計 |
| ------ | - | - | - | - | - | -- | - | - | - | -- |
| 広島   | 0 | 2 | 0 | 0 | 0 | 0  | 0 | 0 | 0 | 2  |
| ロッテ | 0 | 2 | 5 | 0 | 0 | 15 | 1 | 0 | x | 23 |

- ロッテ6回裏の攻撃（括弧内は得点数）
  - 福浦 左前安打
  - 大松 三飛
  - 井口 中前安打
  - 橋本将 右前安打 (1)
  - サブロー 四球
  - 里崎 中前安打 (1)
  - ランビン 左前安打 (1)
  - 今江 四球 (1)
  - 早坂 死球 (1)
  - 福浦 右前安打 (1)
  - 大松 右二塁打 (2)
  - 塀内 右前安打 (2)
  - 橋本将 中前安打
  - サブロー 中前安打 (1)
  - 里崎 中前安打 (1)
  - ランビン 死球
  - 今江 遊ゴロ失策 (1)
  - 田中雅 中犠飛 (1)
  - 堀 中前安打 (1)
  - 大松 右飛

### 1イニング最多連続打席安打
ロッテは、2010年6月7日の対ヤクルト4回戦（明治神宮野球場）で7回表に10者連続安打・連続得点の猛攻で10点を挙げ、前年のヤクルトなどが計8回記録した1イニング最多連続打席安打のプロ野球記録（9者連続）を更新した。
1点ビハインドのこの回、ロッテは一死無走者から里崎が四球を選んで出塁したのを皮切りに南竜介の左前安打から連打攻勢がスタートした。代打の青野毅が中前安打で満塁とすると、西岡剛の遊撃と左翼の間に落ちる2点適時打で逆転に成功、ヤクルトの先発・村中恭兵をKOした。今江も安打で続き、井口の内野適時打で1点を追加。続けて金泰均が15号、サブローも10号ソロと2者連続で本塁打を放ち、再び打順が回ったフアン・ムニスが二塁打で出塁すると、里崎も8号2点本塁打を放ち前年に続いて10連続得点を達成した。そして南がこの回2本目の中前安打を放ち、10者連続安打の新記録を達成している。
青野の代打で送られた岡田幸文が三塁ゴロに倒れ、ロッテの連続記録はストップした。同日、ロッテがこの記録を達成した直後には、オリックスが対広島4回戦（福山市民球場）の6回表にやはり1イニング10者連続安打のタイ記録を達成しており、両チームがまとめて従来の記録を更新したことになる。
|          | 1 | 2 | 3 | 4 | 5 | 6 | 7  | 8 | 9 | 計 |
| -------- | - | - | - | - | - | - | -- | - | - | -- |
| ロッテ   | 0 | 0 | 1 | 0 | 0 | 0 | 10 | 3 | 0 | 14 |
| ヤクルト | 0 | 0 | 0 | 0 | 2 | 0 | 0  | 0 | 0 | 2  |

- ロッテ7回表の攻撃（括弧内は得点数）
  - ムニス 投ゴロ
  - 里崎 四球
  - 南 左前安打
  - 青野 中前安打
  - 西岡 左前安打 (2)
  - 今江 中前安打
  - 井口 三塁安打 (1)
  - 金泰均 左本塁打 (4)
  - サブロー 左本塁打 (1)
  - ムニス 左中間二塁打
  - 里崎 右中間本塁打 (2)
  - 南 中前安打
  - 岡田 三ゴロ
  - 西岡 遊飛

### 鬼門の仙台
ロッテは宮城県仙台市の宮城球場での公式戦において、10連敗以上を2回記録している。同球場を暫定的に本拠地としていた1973年から1977年にかけての5シーズンでは2桁連敗の経験はなかったが、首都圏に本拠地を再移転してからはこれを2度喫している。
1度目は1991年から1994年にかけ、ロッテ主催の地方開催試合で足掛け4シーズンにわたって喫した12連敗。2度目は2009年7月9日から2010年9月19日にかけ、足掛け2シーズンにわたって喫した16連敗。宮城球場は2005年から東北楽天ゴールデンイーグルスの本拠地となっており、後者の連敗はいずれも対楽天戦でのものである。ロッテはこの間、同カードのビジター戦では2010年4月21日に郡山総合運動場開成山野球場で開催された同5回戦に6-0で勝利したのみで、仙台では全敗を喫していた。9月20日の同22回戦、延長12回の末に9-7で勝利して連敗を16で止めると、翌9月21日の同23回戦は12-2で大勝して同年シーズンの仙台での試合を終えたものの、結局このカードのビジター戦は2年連続で3勝9敗と大きく負け越した。
同一球場・同一カードの最多連敗記録は、1954年から1956年にかけ、大映スターズが後楽園球場での対南海ホークス戦で記録した21連敗である。

### 平日デーゲーム
平日のデーゲーム開催は、ナイター設備がなかった時代の1950年代までは頻繁に、それ以後も少なくとも1980年代まではリーグ順位決定後の消化試合やポストシーズンを中心に行われていた。その後はナイター設備がない球場で開催する場合を除き、デーゲームで行うことはほとんどなかったが、2011年の東日本大震災発生時には、当初予定のナイターを、省エネ対策のため13時開始のデーゲーム に繰り上げたことがあった。
その3年後の2014年、今度は春休みのファンサービスの目的として、予め組まれた日程では千葉移転後初 となる平日デーゲームを4月2日と4月3日の対西武戦で実施した。3日の試合は雨天のため中止となり、平日デーゲームは1試合だけだったが、それでも2013年最初の平日ナイトゲームとなった同4月3日に行われた日本ハム戦の9666人を上回る16,029人のファンを集め好評を得た。このため、2015年度最初の地元主管試合となる4月1日と4月2日の日本ハム戦を14時開始のデーゲームとすることになった。
このように、平日デーゲームを春休みに予め開催する事例は、楽天も2007年以後、年度により非開催（2011年は当初予定も震災による日程延期と、Kスタ宮城の損傷により取りやめ）があったが、毎年1カード（2試合程度）行っている。ロッテ・楽天以外にも、同じく東日本に本拠地を置く日本ハムと西武も後に平日デーゲームを開催する。

### 50年目で初の黒字決算
球団の親会社であるロッテは、当初は業務提携であったが1969年から球団経営に参画した。詳細は前述。長らくパ・リーグ自体が不人気で（詳細はパシフィック・リーグの項目を参照）球団は毎年赤字決算が続いていたものの、2000年代に入り、地域密着に注力してファンを増やし観客動員が伸びたほか、グッズの売り上げの貢献や、球団が千葉マリンスタジアムの指定管理者となったことで球場内での飲食などでも収益を得られるようになったため収支が大幅に改善していった。2018年は観客動員、グッズ、飲食など全てで過去最高益を更新したことで、球団名が「ロッテ」となってから50年目となる2018年度の決算で初めて、親会社による補填に頼らず黒字化を果たした。2019年4月15日に公表した第70期決算公告によると、2018年度の純利益額は3億8,513万円、利益剰余金は4億1,767万円であった。2020年4月15日に公表した第71期決算公告でも、2019年度の純利益額は7億5,536万円、利益剰余金は11億7,303万円となり、2年連続で黒字となり最高益を更新した。

## 放送

### テレビ・ラジオ中継
テレビ中継は全てハイビジョン制作
- マリーンズナイター（チバテレ）：千葉マリンスタジアムビジョンの公式映像（解説・実況はチバテレ制作）
- J SPORTS STADIUM（J SPORTS）：球団公式映像（解説・実況はJ SPORTS制作。かつては千葉マリンスタジアムビジョン制作協力。その後Expressを経て東京フィルム・メート〈現：フジ・メディア・テクノロジー〉が制作協力）2012年で終了
- FOXスポーツジャパン（FOX bs238・FOXチャンネル）：球団公式映像。2013年から2014年まで
- BS12 プロ野球中継（BS12トゥエルビ）：2008年シーズンからTwellVでマリーンズ主催試合（公式戦）の内およそ60試合をハイビジョンで生中継。（チバテレ、J SPORTS→FOX SPORTS→TBSニュースバード→日テレNEWS24と同じ千葉マリンスタジアムビジョンの公式映像。解説・実況は球団制作で、後述の動画中継と同じものだが、独自にビジターチーム応援の副音声を実施。2023年から全試合主音声も独自実況を制作）
- スーパーベースボール（テレビ朝日・BS朝日）：BS朝日の中継についてはCTCマリーンズナイターの同時中継（2007年まで）、2008年からは上記のBS12トゥエルビでも使われる球団制作の中継を放送。ただし交流戦の対巨人戦ではクレジット上BS朝日・テレビ朝日の自社制作扱いとして、実況・解説・スコア表示と一部映像を自社で差し替える他、2019年以降は対巨人戦以外の試合でも同様に自社での差し替えを実施。
- S☆1 BASEBALL（TBSテレビ・BS-TBS・TBSニュースバード）：地上波とBS-TBSは実況・解説・スコア表示は自社で用意するが、映像は公式映像も利用するため、制作クレジットは球団とTBSテレビの連名。TBSニュースバードでは2015年から2017年まで後述の動画中継と同じ球団公式映像（スコア表示はTBSテレビに準拠したデザイン）により主催全試合を中継[230]。
- 野球道（フジテレビ・BSフジ）：年度により放送の有無あり。実況・解説・スコア表示は自社で用意するが、映像は公式映像も利用する。
- BASEBALL Real&Live（テレビ東京・BSテレ東）：年度により放送の有無あり（BS単独時は主に対巨人戦を放送）。実況・解説は自社で用意するが、映像は公式映像も利用するか、完全独自とするかはその時々により異なる。
- NHKプロ野球（NHK総合テレビ・BS）：BS1の中継のみ千葉マリンスタジアムビジョンの公式映像を利用する。
- ラジオ日本マリーンズナイター（RFラジオ日本）：同局は読売新聞グループの一員であり「ラジオ日本ジャイアンツナイター」を放送していることにも見られるように、通常は読売ジャイアンツ戦が主である。2018年で自社での放送を中止し、以降は土・日曜の対広島戦デーゲームでは中国放送「Veryカープ! RCCカープデーゲーム中継」への裏送りおよび自社制作時の制作協力を実施。
- 文化放送ライオンズナイター（文化放送）：自社では対西武戦（主催球団を問わず）を中心に放送。俳優・かわのをとやをマリーンズ専任リポーターとして起用。2018年以降はTBSラジオの野球中継全国配信撤退および制作業務の縮小により、ロッテ主催試合において、対ソフトバンク戦ではRKB毎日放送「RKBエキサイトホークス」への、対日本ハム戦では北海道放送「HBCファイターズナイター」への、対中日戦ではCBCラジオ「CBCラジオ ドラゴンズナイター」[注釈 62] への同時ネットまたは裏送り、自社制作時の制作協力を原則として平日に実施。
- ニッポン放送ショウアップナイター（ニッポン放送）：平日開催時にNRN全国ネットとなることが多い対巨人戦を除き、NRN系列局への裏送りと素材収録待機を兼ねた予備カードが中心。2018年以降は上述の理由により、NRN全国中継担当とならない土・日曜日にRKB毎日放送・北海道放送・CBCラジオ[注釈 62] への裏送りおよび制作協力を実施。
- DRAMATIC BASEBALL（日本テレビ・BS日テレ・日テレNEWS24・日テレジータス）：2018年シーズンから日テレNEWS24により主催試合を中継[注釈 63]。BS日テレでも2018年は数試合を、2023・2025年は対巨人戦1試合をBS12トゥエルビ・後述の動画中継同様球団制作で放送したが、年度によっては巨人主催の交流戦（日本テレビ制作）のみ放送[注釈 64]。交流戦のロッテ主催の対巨人戦では、日テレNEWS24と日テレジータスと並列で生放送する際、前者は球団制作のものをそのまま放送し、後者は日本テレビが別に自社のアナウンサーと解説者を用意して、巨人側の視点を中心とした内容で放送する。
- パ・リーグ応援宣言!ホークス中継（TOKYO MX）：2022年シーズンに一部の土・日曜の対ソフトバンク戦デーゲームにおいて生中継を行っている[231]。
- よしもとBASEBALL LIVE 2022（BSよしもと）[232]
- BS10 プロ野球中継（BS10）：球団公式映像を利用し、実況はスタジオからのオフチューブで自社制作。実況アナウンサー・野球解説者・ゲストのタレント・データスタジアム所属のアナリストの4名で担当[233]。

なお、球団製作映像は2023年9月まで東京フイルム・メートに制作を委託していたが、2023年10月にフジ・メディア・テクノロジーに吸収合併され、以後は同社への委託となった。
東京球場・ジプシー・川崎球場時代
- CTCダイナミックナイター（千葉テレビ。東京球場時代。1971年5月1日開局の事実上第1号番組は東京球場でのロッテ対東映戦のデーゲーム生放送だった）
- TVKハイアップ・ナイター（パ・リーグナイター）（テレビ神奈川。宮城を主戦場としたジプシー時代と川崎球場時代）[注釈 66]
- TVSヒットナイター（テレビ埼玉。川崎を本拠とした時代に年間数試合放送[注釈 67]）
- TBCダイナミックナイター（東北放送ラジオ。ジプシー時代、及び川崎球場を本拠としたあとも準本拠として使用していた時代）

応援番組（いずれも文化放送のワイド番組で長く放送していたが2017年4月改編を境に応援番組は終了している。）
- くにまるジャパン
- 千田正穂のありがとう!→高田純次 日曜テキトォールノ

### インターネット中継
パシフィック・リーグはセントラル・リーグの球団と比べテレビや大新聞への露出が少ないためか、インターネットへの情報掲載や動画配信が非常に盛んであり、IT系の資本である福岡ソフトバンクホークスや東北楽天ゴールデンイーグルスはもちろん、北海道日本ハムファイターズも2006年シーズンからインターネット配信へ参入。それなりの通信品質でインターネットの接続環境を確保できればファンは地球の裏側からでも生中継感覚で試合観戦ができる状況になっている。
各球団がさまざまな形で主催試合をインターネット配信している中、千葉ロッテマリーンズは2005シーズンの佳境でパソコンテレビGyaO（ギャオ）を通して主催試合をインターネット配信し大きな反響を得た。GyaOは日本国外の視聴不可である。その施策を一歩進める形で2006年5月1日にはインターネット放送局「marines.tv」を開局した。
「marines.tv」は、千葉ロッテマリーンズのネット動画配信におけるポータルサイトとしての性格が強く、6種類のコンテンツをテレビのチャンネルになぞらえてインターネット配信している。
中でも「マリンスタジアムでの主催試合55試合を完全生中継」する1ch「Game Live!」はGyaOの「Boom up! BASEBALL 千葉ロッテマリーンズLIVE 2006」とリンクした目玉コンテンツである。
2006年シーズンは「marines.tv」が開局する直前の4月7日、東北楽天ゴールデンイーグルス戦からGyaOで無料でライブ配信されており、「marines.tv」開局後は「marines.tv」の1chとしてポータルサイトからリンクされるようになった。NTT東日本のインターネット接続サービス「フレッツ」利用者専用のサイト「フレッツ・スクウェア」においても「千葉ロッテマリーンズ on フレッツ」と銘打った動画コンテンツの配信を実施しており、複数のコンテンツをNTT東日本地域のフレッツ利用者向けに配信していた。
2007年シーズンはGyaOからYahoo!動画に移り無料ライブ配信を行っている（専用のビュアーが必要）。フレッツ配信は終了。
2015年からCS放送の配信先がTBSテレビ運営のTBSニュースバードに変更されたが、TBSテレビは基本的に制作には関与せず、球団主導型の製作は引き続き維持されている（ただし、スコア表示のフォントについては、TBSテレビ地上波・BSの中継に準拠したものである）。
いずれもコンテンツの詳細については外部リンクの項を参照のこと。

### ロッテレビ
J:COM 千葉セントラル制作により放送されている千葉ロッテマリーンズの情報番組。千葉県内のJ:COMグループのケーブルテレビ局のJ:COMチャンネル（コミュニティチャンネル）で放送されている。
千葉へ移転した1992年に番組がスタート。正式な番組名は「ロッテレビ〜マリーンズフリークス〜」。タイトルの由来は、“マリーンズ一筋”“マリーンズ命”などの意味から生まれた「マリーンズ狂」を示す。
番組のコンセプト・モットーは、マリーンズファンとチーム・選手の架け橋。選手の素顔や人柄を紹介する「ロングインタビュー」や「マークンファミリーの取材」「球団主催行事取材」など、試合中継で見ることができないマリーンズの魅力を紹介している。ゲーム観戦等でスタジアムを訪れるファンから選手へ質問してもらうコーナーなどもある。リポーターは黒木宏子（愛称：クッキー）。

### マリーンズ・ベースボール・アカデミー
2010年4月10日からTwellVにて放映されている、少年野球向けテレビ講座。これまでも「プロ野球チームによる野球講座」を映像ソフトとして制作・発売している球団は存在したが、テレビ放送として行なうのは日本球界では初の試み（ただし、同年4月4日からフジテレビジョンにて東京ヤクルトスワローズが制作協力にあたっている「スワローズキッズアカデミー」の放送を開始している）。ロッテ球団が千葉県内の少年野球選手を対象として行なっている野球教室「マリーンズ・アカデミー」で講師を務めている武藤一邦・高沢秀昭・園川一美・平井光親の他、現役のロッテ選手も登場を予定している。司会進行は庄司こなつが担当している。

### エリア放送
2012年9月21日と9月22日にQVCマリンフィールドにてホワイトスペースを利用するワンセグ型エリア放送が実施された。
会場内に地上一般放送局1局が設置されていた。
| 免許人                        | 局名                  | 呼出符号     | 物理ch | 周波数         | 空中線電力 | ERP   | 業務区域                       |
| ----------------------------- | --------------------- | ------------ | ------ | -------------- | ---------- | ----- | ------------------------------ |
| 株式会社 千葉ロッテマリーンズ | マリーンズ エリア放送 | JOXZ3AM-AREA | 42ch   | 647.142857 MHz | 770μW      | 490μW | QVCマリンフィールド スタンド内 |

## ミュージアム
毎日時代の当時からの記録が展示保存されている「マリーンズ・ミュージアム」を持つ。千葉マリンスタジアム#施設概要を参照。